# Trạm vũ trụ Quốc tế

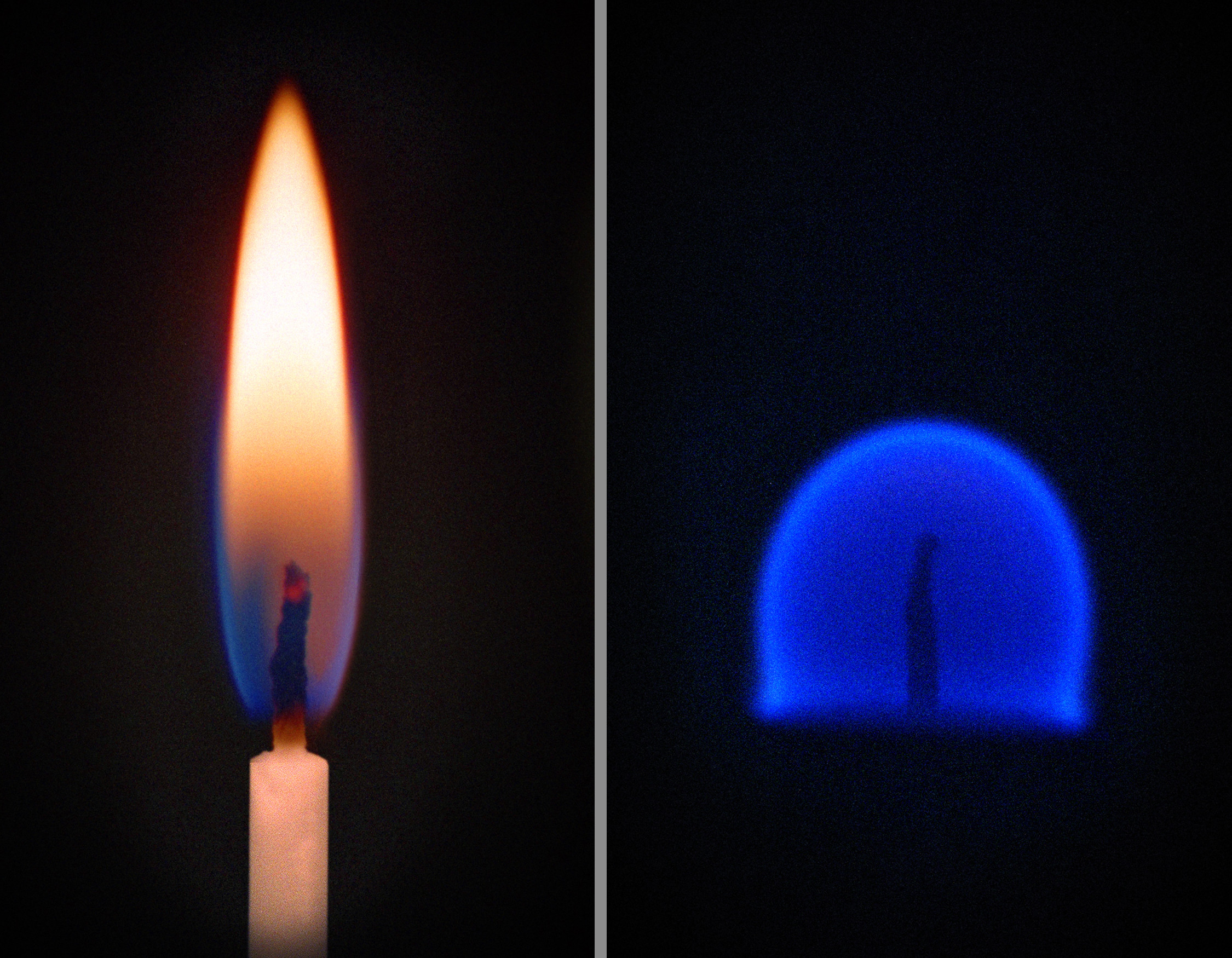
Bức hình so sánh giữa hai ngọn đèn: một bên là lửa ở trên Trái Đất (bên trái) và một bên là lửa ở trong môi trường vi trọng lực (bên phải), một ví dụ là như môi trường trên ISS

Trạm vũ trụ Quốc tế hay Trạm Không gian Quốc tế (tiếng Anh: International Space Station, viết tắt: ISS, tiếng Nga: Междунаро́дная косми́ческая ста́нция, МКС, tiếng Pháp: Station spatiale internationale, SSI) là một tổ hợp công trình quốc tế nhằm nghiên cứu không gian trên quỹ đạo tầm thấp của Trái Đất, nhờ sự hợp tác của năm cơ quan không gian: NASA (Hoa Kỳ), RKA (Nga), JAXA (Nhật Bản), CSA (Canada) và 10 trong 17 nước thành viên của ESA (châu Âu).
Trạm vũ trụ Quốc tế ISS được xây dựng dựa trên sự hợp tác giữa nhiều quốc gia, được vận hành bởi sự đóng góp hàng năm của các nước tham gia dự án. Theo Russia Beyond, 15 quốc gia đang tham gia vào dự án Trạm vũ trụ Quốc tế (ISS). Hơn 20 năm hoạt động của nó tiêu tốn đến 160 tỷ USD. NASA là đại diện quản lý các hoạt động trên trạm. Trong 160 tỷ USD được sử dụng cho các sứ mệnh trên ISS thì Mỹ chi tới 100 tỷ USD, theo đó mỗi năm NASA phải bỏ ra từ 3-4 tỷ USD để vận hành trạm. Con số này của châu Âu chỉ khoảng 1 tỷ USD/năm và Nga là 500 triệu USD/năm. Trạm vũ trụ Quốc tế ISS tuy được xây dựng dựa trên sự hợp tác giữa nhiều quốc gia. Cơ chế ra quyết định cho các hoạt động trên ISS được quy định trong các thỏa thuận gọi là 'Biên bản ghi nhớ' (MOU). MOU chỉ định NASA là đại diện quản lý các hoạt động trên trạm, do vậy phòng điều hành bay của cả trạm được đặt tại trung tâm vũ trụ Lyndon B. Johnson ở Texas (Mỹ).
Trạm vũ trụ Quốc tế được là kết quả của sự hợp nhất hai dự án lớn, nhưng thiếu kinh phí để có thể thực hiện riêng biệt là Trạm vũ trụ Tự do (Freedom) của Hoa Kỳ và Trạm vũ trụ Hòa Bình 2 (Mir-2) của Nga. Ngoài các mô-đun của Hoa Kỳ và của Nga đã được lên kế hoạch, các mô-đun Columbus của Châu Âu (kế hoạch) và mô-đun thí nghiệm của Nhật Bản cũng sẽ được ghép vào trạm. Cơ quan không gian Brasil (AEB, Brasil) tham gia dự án này thông qua một hợp đồng riêng với NASA. Cơ quan Không gian Ý cũng có vài hợp đồng tương tự cho nhiều hoạt động, nằm ngoài khuôn khổ các nhiệm vụ của ESA trong dự án ISS (Ý cũng là một thành viên trong ESA). Có thông tin cho rằng, Trung Quốc cũng thể hiện sự quan tâm của họ đối với dự án, đặc biệt nếu họ được phép hợp tác với RKA, tuy nhiên Trung Quốc vẫn chưa được mời tham gia.
Do quỹ đạo của Trạm vũ trụ Quốc tế trùng với quỹ đạo tầm thấp của Trái Đất (còn gọi là Quỹ đạo LEO - Low Earth Orbit), độ cao cách mặt đất chỉ trong khoảng từ 400 km, trạm có các tấm pin mặt trời rộng, phản chiếu tốt ánh sáng Mặt Trời nên có thể quan sát ISS từ mặt đất. ISS di chuyển trong không gian với vận tốc trung bình là 27.743,8 km/giờ, ứng với 15,79 lần bay quanh Trái Đất mỗi ngày.
Theo kế hoạch, Trạm vũ trụ Quốc tế sẽ hoàn thành vào năm 2011 và sẽ hoạt động đến năm 2016. Từ năm 2007, ISS đã trở thành vệ tinh nhân tạo lớn nhất trong quỹ đạo Trái Đất, lớn hơn bất kỳ trạm vũ trụ nào khác. Trạm vũ trụ Quốc tế là trạm vũ trụ duy nhất có người thường trực, thực hiện các công việc nghiên cứu. Phi hành đoàn không gian Expedition 1 là nhóm phi hành gia đầu tiên tới Trạm vũ trụ Quốc tế vào ngày 2 tháng 11 năm 2000, đây là bước đi đầu tiên trong kế hoạch đưa người làm việc lâu dài trong không gian của ISS. Hiện tại ở trên trạm là phi hành đoàn Expedition 66. Expedition 66 tới trạm vào tháng 10 năm 2021 và dự kiến trở về Trái Đất vào tháng 3 năm 2022. Trạm vũ trụ được cung cấp các nhu yếu phẩm, thiết bị cần thiết từ tàu vũ trụ Soyuz, Tàu vận tải Tiến bộ (Progress) của Nga và các phi thuyền con thoi của Mỹ (đã ngừng hoạt động vào năm 2011). Hiện nay trạm có thể chứa được 3 người. Những người đến trạm đầu tiên đều là các nhà du hành thuộc chương trình không gian của Nga và Hoa Kỳ. Phi hành gia người Đức, Thomas Reiter, đã đến trạm trong nhóm các nhà du hành thuộc Expedition 13 vào tháng 7 năm 2006, trở thành người đầu tiên từ cơ quan không gian khác đến trạm. Thành phần của phi hành đoàn Expedition 16 đã đại diện cho cả năm cơ quan không gian, để củng cố quan hệ cộng tác của dự án ISS. Đến nay, ISS đã đón các phi hành gia từ 14 nước khác nhau, trong đó có năm khách du lịch vũ trụ.
Đầu tiên, trạm được đề nghị đặt tên là "Аlpha" nhưng bị Nga bác bỏ vì ký tự Hi Lạp α thường được dành cho những cái đầu tiên, trong khi trạm vũ trụ quốc tế đầu tiên lại là Hòa bình của Nga. Khi Roskosmos (Роскосмос, Cơ quan Vũ trụ Liên bang, Nga) đề nghị tên "Аtlant" thì lại bị Hoa Kỳ bác bỏ vì sự nhầm lẫn với Tàu con thoi Аtlantis.

## Lịch sử

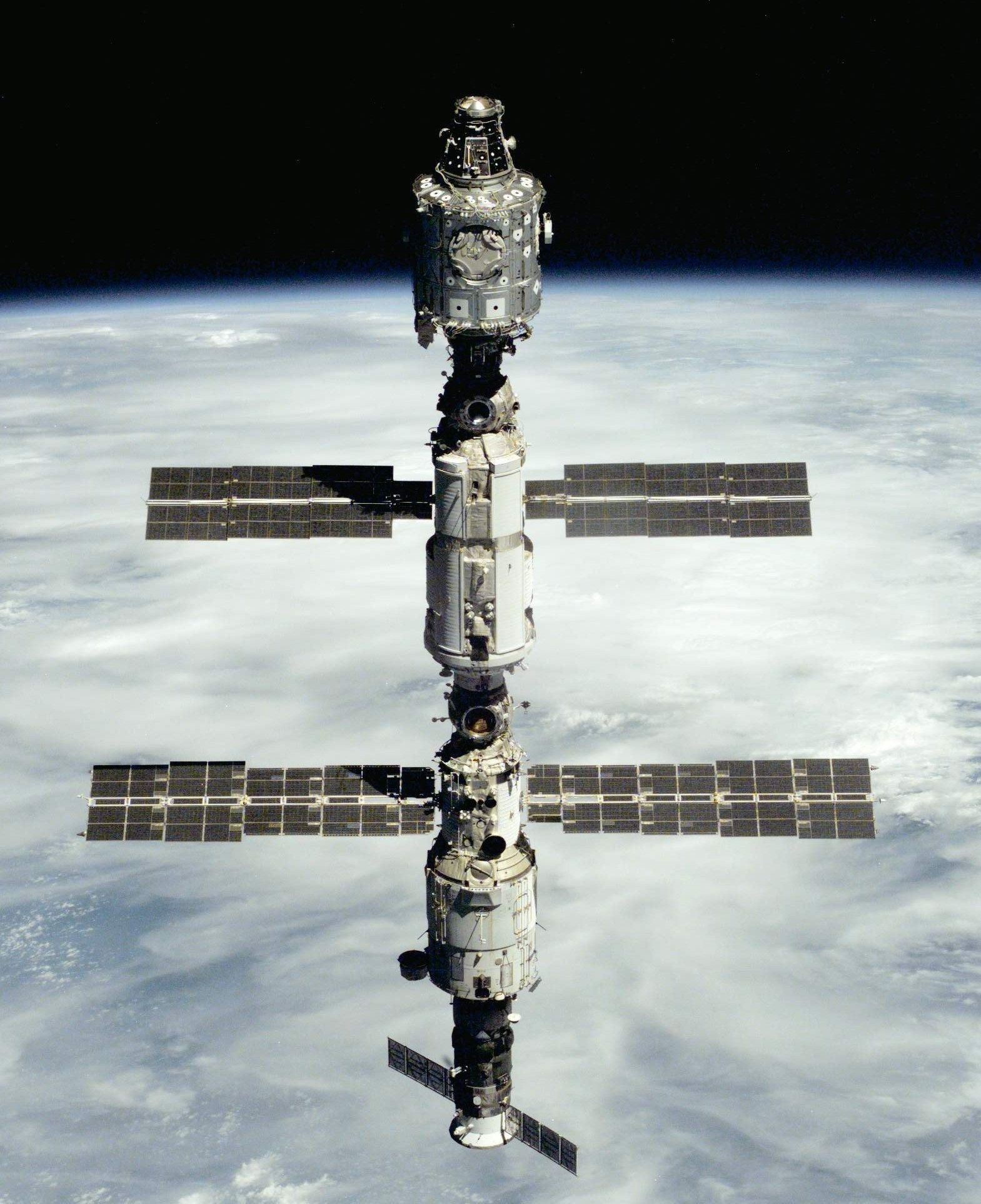
Hình dạng của ISS vào năm 2000: từ đầu cho đến cuối, Unity, Zarya, và mô-đun Zvezda. Ảnh chụp từ tàu con thoi Atlantis của Mỹ

Năm 1984, tổng thống Hoa Kỳ Ronald Reagan thông báo việc bắt đầu xây dựng trạm quỹ đạo của Hoa Kỳ. NASA dự định sẽ đưa các mô-đun của trạm quỹ đạo này với tên Trạm vũ trụ Tự do, được coi là bản sao  của trạm vũ trụ Salyut và Mir của Liên Xô lên quỹ đạo bằng tàu con thoi. Tuy nhiên, dự án bị hủy bỏ sau sự kiện Liên Xô sụp đổ, đi liền với việc kết thúc Chiến tranh Lạnh và cả cuộc chạy đua vào không gian. Các quan chức trong ngành không gian của Hoa Kỳ nhanh chóng tiến hành đàm phán với các đối tác quốc tế, bao gồm Châu Âu, Nga, Nhật Bản và Canada, nhằm xây dựng một trạm vũ trụ quốc tế vào đầu thập niên 1990. Dự án này được công bố lần đầu tiên vào năm 1993 và được gọi là Trạm vũ trụ Alpha. Dự án lập kế hoạch liên kết tất cả các dự kiến xây dựng trạm vũ trụ của các cơ quan không gian: Trạm vũ trụ Tự do của NASA, Mir-2 (trạm kế thừa của Trạm vũ trụ Hòa Bình, với trọng tâm là mô-đun Zvezda (Ngôi sao), hiện nay là một trong các mô-đun của ISS) của Nga, và Columbus của ESA. Hiện nay, có kế hoạch phát triển Columbus thành một phóng thí nghiệm không gian độc lập.
Bộ phận đầu tiên, Khối chức năng hàng hóa Zarya (Bình minh), được phóng lên quỹ đạo vào tháng 11 năm 1998 bằng tên lửa Proton-M của Nga. Hai bộ phận tiếp theo (Mô-đun Unity và Mô-đun dịch vụ Zvezda) cũng được phóng lên quỹ đạo, trước chuyến bay của phi hành đoàn đầu tiên Expedition 1. Expedition 1 gồm một phi hành gia người Mỹ, William Shepherd và hai phi hành gia người Nga là Yuri Pavlovich Gidzenko và Sergei Konstantinovich Krikalyov đã kết nối thành công với ISS vào ngày 2 tháng 11 năm 2000.
Tóm tắt quá trình hình thành ISS:
- 17 tháng 6 năm 1992 - Nga và Hoa Kỳ ký kết thỏa thuận về hợp tác trong nghiên cứu vũ trụ. Theo đó Cơ quan Vũ trụ Nga (Российское космическое агентство, viết tắt là РКА hay RKA trong ký tự Latin) và NASA chuẩn bị chương trình hợp tác "Hòa bình-Tàu con thoi". Từ đây, ý tưởng hợp nhất các chương trình quốc gia của việc xây dựng các trạm quỹ đạo đã nảy sinh.
- Tháng 3 năm 1993 - Tổng giám đốc RKA Yuri Коptev và Tổng công trình sư Tổ hợp Khoa học Sản xuất Năng lượng (NPO Energia, НПО Энергия) Yuri Semenov đề nghị với Giám đốc NASA Daniel Goldin xây dựng Trạm vũ trụ Quốc tế.
- 1 tháng 11 năm 1993 - RKA và NASA ký "Kế hoạch chi tiết các công việc cho Trạm vũ trụ Quốc tế."
- Tháng 11 năm 1994 - tại Moskva, các buổi góp ý kiến đầu tiên của các cơ quan vũ trụ của Nga và Hoa Kỳ được tổ chức. Hợp đồng với các công ty tham gia dự án, Boeing, Mc Donnell-Douglas, General Electric, Rockwell và Công ty tên lửa vũ trụ Năng lượng mang tên Коrоlyov (RKK Energia, РКК Энергия им. С. П. Королева), được ký kết.
- Tháng 3 năm 1995 - tại Trung tâm Không gian Lyndon B. Johnson ở Houston, mô hình phác thảo của trạm được phê chuẩn.
- 1996 - cấu hình của trạm được phê chuẩn. Nó gồm 2 phần: Nga (phương án hiện đại hóa của "Mir-2") và Hoa Kỳ (với sự tham gia của Canada, Nhật, Ý, Cơ quan Vũ trụ châu Âu và Brasil).
- 20 tháng 11 năm 1998 - Nga phóng thành phần đầu tiên của trạm: khối chức năng hàng hóa Zarya (Заря).
- 7 tháng 12 năm 1998 - Tàu con thoi Endeavour đưa lên và gắn vào trạm mô-đun NODE-1 (Unity) của Hoa Kỳ.
- 26 tháng 7 năm 2000 - mô-đun dịch vụ Zvezda (Звезда) được gắn vào khối chức năng hàng hóa Zarya.
- 2 tháng 11 năm 2000 - tàu vận tải "Soyuz ТМ-31" đưa lên trạm phi hành đoàn đầu tiên.
- 18 tháng 4 năm 2005 - Giám đốc NASA Michael D. Griffin trong khi điều trần trước Ủy ban Thượng viện về Không gian và Khoa học, đã tuyên bố về sự cần thiết của việc cắt giảm tạm thời các nghiên cứu khoa học ở phần trạm của Hoa Kỳ. Điều này là cần thiết, nhằm giải phóng các nguồn lực để tập trung vào xây dựng CEV - phương tiện thám hiểm có người lái (bảo đảm việc xây dựng đến năm 2010, và không muộn hơn 2014). CEV là cần thiết để đảm bảo việc đi lên trạm của Mỹ không bị phụ thuộc (vốn bị tạm ngưng sau tai nạn tàu con thoi Columbia năm 2003). Như vậy đến năm 2010 có kế hoạch kết thúc việc sử dụng hạm đội "Tàu con thoi không gian."
- 19 tháng 6 năm 2008 - Trạm vũ trụ Quốc tế được đưa lên cao thêm 7 km để bảo đảm an toàn cho trạm.[12]

## Lắp ghép
Zarya (Bình minh), mô-đun đầu tiên của ISS, được phóng lên bởi một tên lửa Proton vào tháng 11 năm 1998. Sau đó hai tuần, sứ mệnh STS-88 được tiến hành mang theo Unity, một trong ba mô-đun nút, và kết nối nó với Zarya. Hai mô-đun hạt nhân tối thiểu này vận hành tự động trong một năm rưỡi, cho đến tháng 6 năm 2000, khi mô-đun Zvezda (Ngôi sao) của Nga được kết nối thêm vào, cho phép một phi hành đoàn tối thiểu ba người lưu lại lâu dài trên ISS. Từ năm 2000 đến năm 2006, mô-đun điều áp chính duy nhất được thêm vào trạm là Mô-đun phòng thí nghiệm Destiny, do STS-98 mang lên vào năm 2001.
Khi việc lắp ráp hoàn thành, ISS sẽ có thể tích được điều áp khoảng chừng 1.000 m³, với trọng lượng khoảng 400.000 kg (400 tấn), có thể tạo ra xấp xỉ 100 kilowatt năng lượng, chiều dài toàn bộ giàn đỡ là 108,4 m, chiều dài tất cả mô-đun là 74 m, và chứa được 6 phi hành gia. Việc xây dựng trạm đầy đủ sẽ cần đến hơn 40 chuyến bay lắp ráp. Trong số những chuyến bay này, hiện có 33 chuyến dự định dùng tàu con thoi để vận chuyển thiết bị, với 28 chuyến bay đã thực hiện và 5 chuyến trong khoảng từ nay tới 2010. Các chuyến bay lắp ráp khác gồm có những mô-đun được phóng lên bởi tên lửa Proton của Nga hoặc bằng tên lửa Soyuz (Liên hiệp) như trường hợp của bộ phận Nút thông khí Pirs.
Ngoài những chuyến bay lắp ráp và hậu cần, khoảng 30 chuyến bay sẽ được thực hiện bằng Tàu vận tải Tiến bộ để cung cấp đầy đủ nhu yếu phẩm cho đến năm 2010. Thiết bị thí nghiệm, nhiên liệu và những thứ tiêu dùng khác sẽ được gửi đến trên mọi phương tiện ghé thăm trạm ISS gồm: tàu con thoi, tàu Tiến bộ, ATV của châu Âu (đã có chuyến bay đầu tiên vào tháng 3 năm 2008), và HTV của Nhật Bản (dự kiến vào cuối năm 2009).

Trạm ISS khi được hoàn thành sẽ gồm các mô-đun điều áp gắn kết với nhau nối với một Giàn cấu trúc hợp nhất, trên đó gắn bốn cặp mô-đun tế bào quang điện PV - photovoltaic lớn (các tấm pin mặt trời). Mô-đun điều áp và giàn đỡ sẽ được đặt vuông góc với nhau: giàn đỡ mở rộng từ mạn phải đến mạn trái và khu vực có người ở trải dài tiếp tục ở phần trục hai đầu của trạm. Dù trong thời gian xây dựng góc nghiêng của trạm có thể thay đổi, nhưng khi tất cả bốn cặp mô-đun tế bào quang điện được đặt đúng vị trí ở hai đầu của trạm, nó sẽ nằm đúng theo hướng di chuyển.
Tổng cộng có 10 mô-đun điều áp (Zarya, Zvezda, mô-đun phòng thí nghiệm Destiny, mô-đun Unity (Node 1), mô-đun Harmony (Node 2), Node 3, mô-đun phòng thí nghiệm Columbus, mô-đun thí nghiệm Nhật Bản Kibo, PMM và RM), đã được lên danh sách để thực hiện lắp ráp. Đây là những thành phần của ISS theo dự kiến sẽ hoàn thành vào năm 2010. Một số những bộ phận điều áp nhỏ sẽ được thêm vào như tàu vũ trụ Soyuz (2 tàu như tàu cứu hộ - thay đổi luân phiên trong 6 tháng), tàu vận tải Progress (2 hoặc hơn), mô-đun thông khí Quest và Pirs, cũng như Mô-đun hậu cần đa mục đích định kỳ, Tàu vận tải không người lái ATV và Tàu vận tải H-II).

### Thảm họa Columbia và những thay đổi trong kế hoạch xây dựng

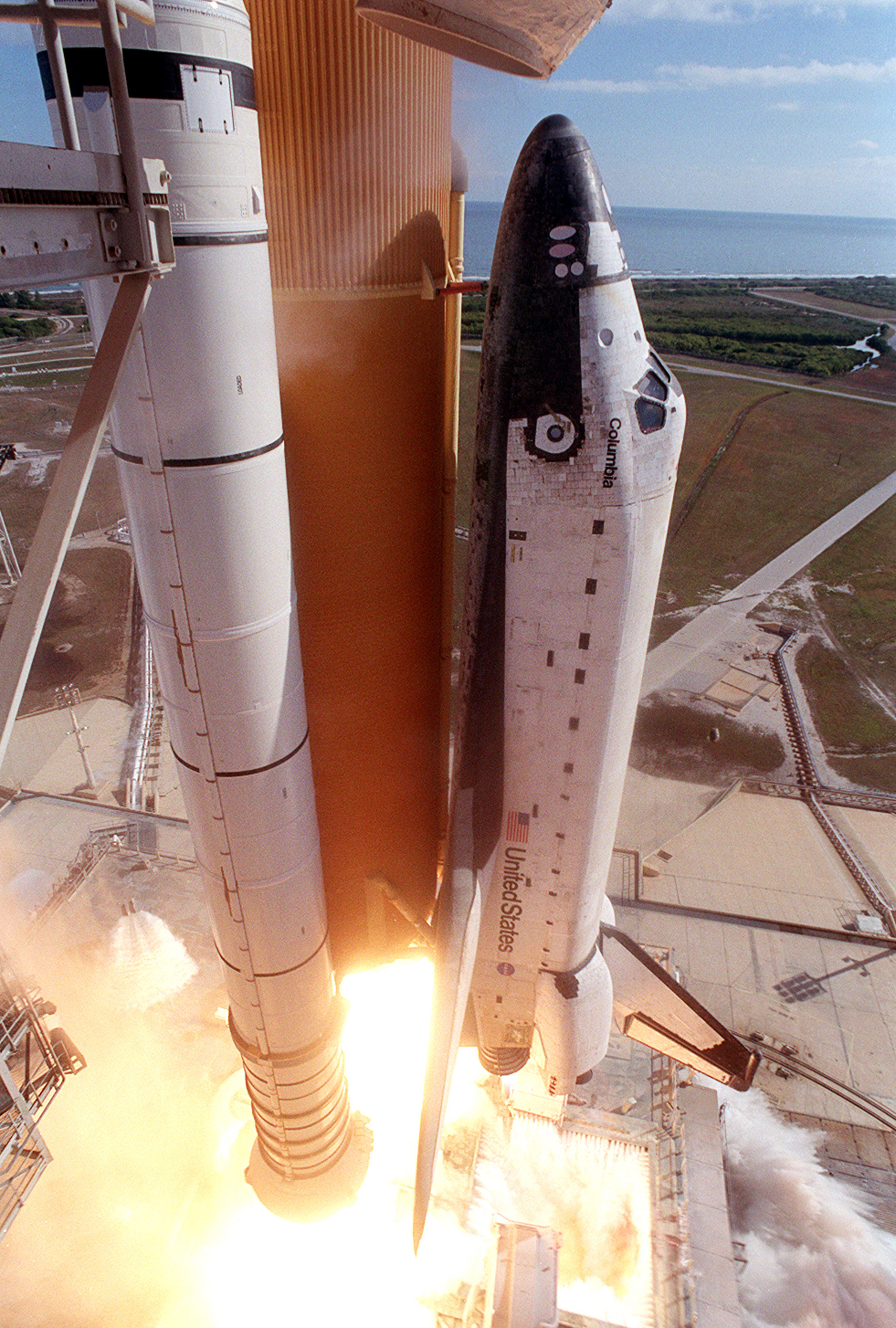
Columbia được phóng trong nhiệm vụ cuối cùng

#### Thảm họa và hậu quả
Thảm họa Phi thuyền con thoi Columbia 1 tháng 2 năm 2003, tiếp đó là hai năm rưỡi đình chỉ Chương trình tàu con thoi của Hoa Kỳ, cùng với hàng loạt vấn đề trong việc tiếp tục cho các tàu con thoi hoạt động trở lại vào năm 2005, đem đến một tương lai không chắc chắn cho ISS đến tận năm 2006.
Chương trình tàu con thoi của NASA tiếp tục vào ngày 26 tháng 7 năm 2005, với sứ mệnh Bay trở lại STS-114 của tàu Discovery. Nhiệm vụ của tàu Discovery là đến ISS để kiểm tra những biện pháp an toàn mới kể từ thảm họa Columbia và cung cấp đồ tiếp tế cho trạm. Dù nhiệm vụ đã thành công an toàn, nhưng không phải là không có sự rủi ro; người ta vẫn lo ngại về những tấm cách nhiệt ốp ở thùng nhiên liệu ngoài có thể bị rơi ra bất kỳ lúc nào và gây ra thảm họa, khiến cho lãnh đạo NASA phải tuyên bố tạm ngưng các chuyến bay cho đến khi vấn đề này được giải quyết.
Trong thời gian giữa thảm họa Columbia và bắt đầu lại việc phóng tàu con thoi, những sự thay đổi phi hành đoàn trên ISS đều do tàu vũ trụ Soyuz của Nga chuyên chở. Bắt đầu từ Expedition 7, chỉ có hai phi hành gia được phóng lên ISS, trong khi trước đây có đến ba phi hành gia. Vì ISS không được tàu con thoi cung cấp nhu yếu phẩm trong một thời gian dài, một số lớn những vật phẩm trong kế hoạch đã không được sử dụng thích hợp, khiến cho hoạt động của trạm bị cản trở tạm thời vào năm 2004. Tuy nhiên các tàu vận tải Tiến bộ và chuyến bay con thoi STS-114 đã giải quyết vấn đề này.

#### Những thay đổi trong kế hoạch xây dựng

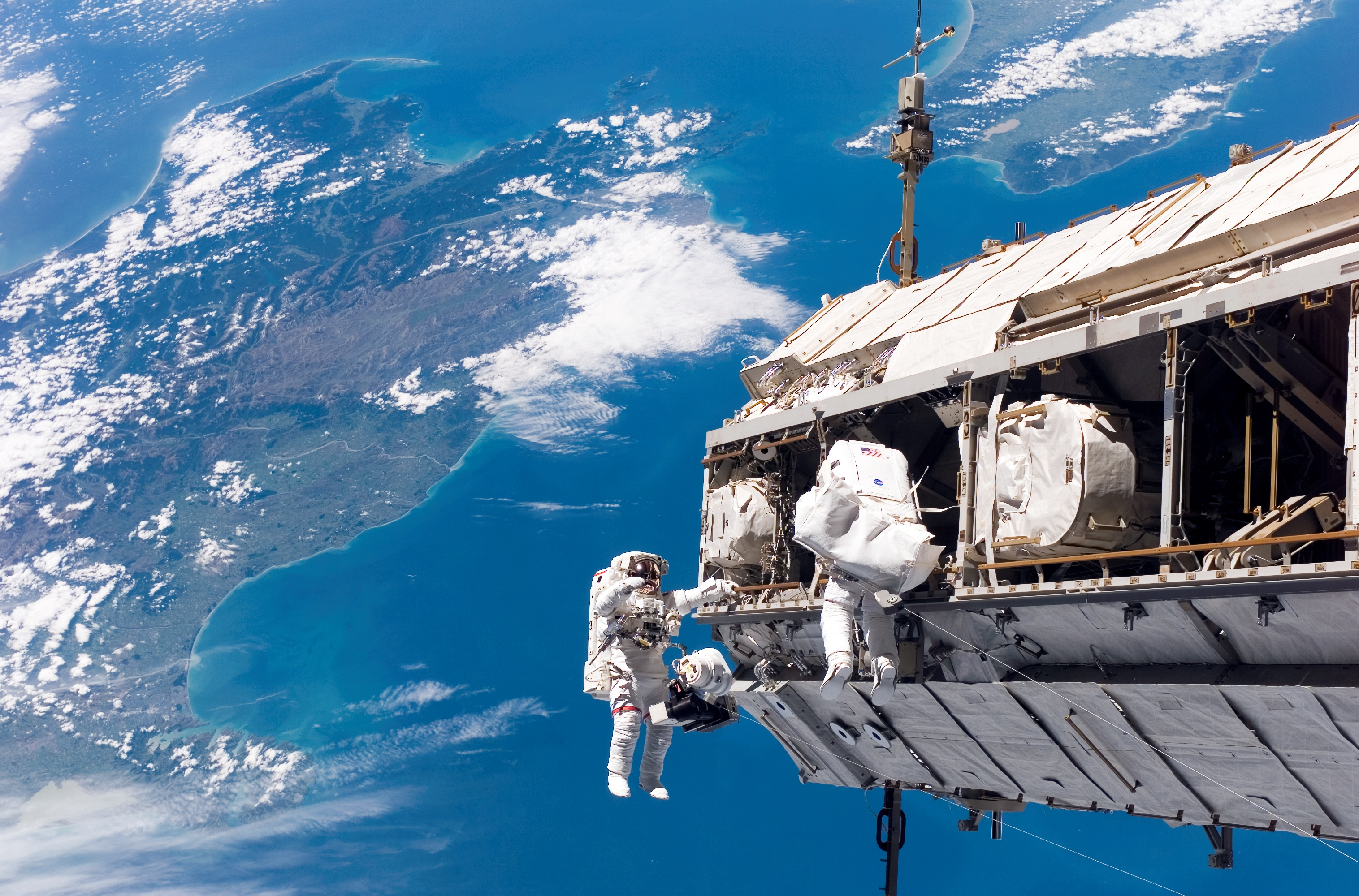
Nâng cấp ISS bên trên New Zealand

Việc xây dựng ISS đã kéo dài hơn nhiều so với kế hoạch dự kiến hoàn thành vào năm 2004 hoặc 2005. Nguyên nhân của sự chậm trễ này là do các quan chức NASA lưỡng lự trong việc ra quyết định về các chuyến bay của tàu con thoi sau khi xảy ra Thảm họa Columbia vào đầu năm 2003. Một lý do khác cũng phải kể đến là việc cơ quan vũ trụ của Nga cũng bị cắt giảm ngân sách hoạt động cho chương trình ISS. Trong thời gian hoãn phóng tàu con thoi, việc xây dựng ISS được tạm dừng và các thí nghiệm khoa học được tiến hành trên tàu cũng bị hạn chế vì phi hành đoàn lúc bấy giờ chỉ còn lại 2 người.
Kể từ đầu năm 2006, có nhiều thay đổi so với kế hoạch dự kiến ban đầu, thậm chí cả kế hoạch trước thảm họa Columbia. Những mô-đun và các kết cấu khác bị hủy bỏ hoặc thay thế, số lượng các chuyến bay của tàu con thoi đến ISS cũng giảm bớt về số lượng so với kế hoạch trước đây. Theo thông báo mới nhất về tiến độ xây dựng trạm ISS, 80% kết cấu phần cứng của trạm đã được hoàn thành và đang hoạt động trên quỹ đạo, dự kiến trạm sẽ được hoàn thành vào năm 2010. Số thành viên phi hành đoàn sẽ trên trạm sẽ tăng từ 3 lên 6 người vào khoảng tháng 5 năm 2009, sau khi tàu con thoi thực hiện 12 chuyến bay xây dựng tiếp theo sứ mệnh Bay trở lại thứ hai mang tên STS-121. Các sứ mệnh STS-126 và STS-119 đã giúp chuẩn bị cho trạm sẵn sàng cho sự tăng số thành viên này. Để đáp ứng được số lượng phi hành gia đông như thế, trạm cần phải đáp ứng được các yêu cầu bao gồm việc tăng cường hỗ trợ môi trường trên ISS, một tàu Soyuz cố định thứ hai trên trạm với chức năng như một "tàu cứu hộ" thứ hai, các chuyến bay thường xuyên hơn của tàu Tiến bộ để cung cấp gấp đôi lượng hàng hóa cần dùng trên trạm, tăng thêm nhiên liệu để nâng cao sự vận động của trạm trên quỹ đạo, và cung cấp đủ các thiết bị thí nghiệm.

### Các thành phần mô-đun lắp ráp hiện này

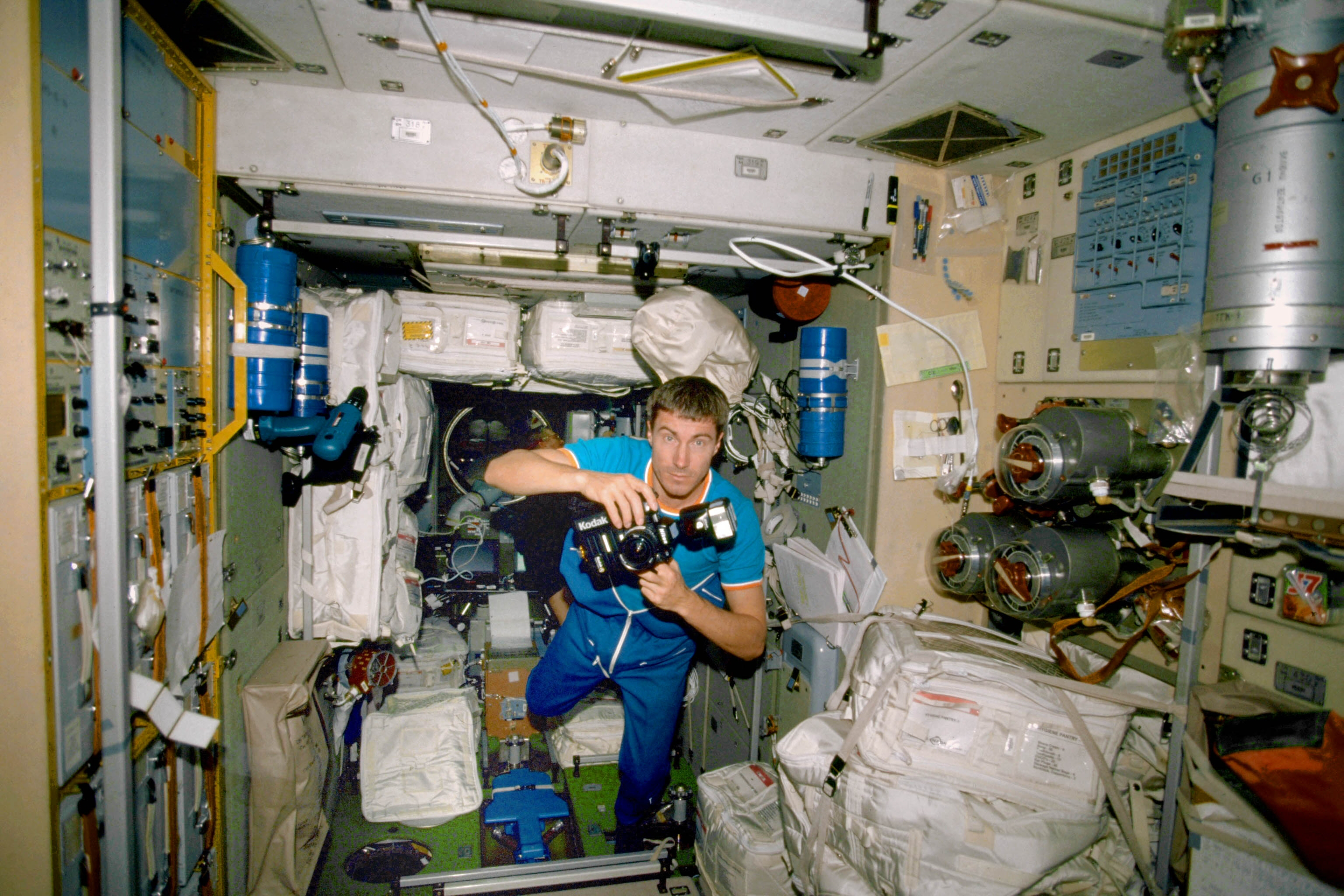
Nhà du hành vũ trụ Sergei Konstantinovich Krikalyov bên trong Mô-đun dịch vụ Zvezda, tháng 11 năm 2000

Trạm ISS hiện nay gồm có 7 mô-đun điều áp chính gồm 2 mô-đun của Nga mang tên Zarya (Bình minh) và Zvezda (Ngôi sao), 3 mô-đun của Hoa Kỳ mang tên Destiny (Vận mệnh), Unity (Thống nhất) và Harmony (Hòa hợp), module Columbus của châu Âu và KIBO (Hi vọng) của Nhật Bản. Các bộ phận điều áp khác trong cấu trúc trạm hiện nay là Quest Joint Airlock, Gian nối Pirs và module hậu cần điều áp của KIBO. Tàu vũ trụ kết nối với ISS cũng góp phần mở rộng thể tích điều áp trong trạm. Luôn có ít nhất một tàu vũ trụ Soyuz được nối với trạm như một "tàu cứu hộ" và cứ 6 tháng một lần được thay thế bởi một tàu Soyuz khác cùng với sự thay đổi phi hành đoàn.
Mặc dù không kết nối thường xuyên với ISS, một bộ phận của ISS là Mô-đun Hậu cần Đa mục đích (MPLM) thường được mang theo trong các chuyến bay của tàu con thoi. MPLM được kết nối với Unity và được sử dụng để cung cấp phần hậu cần cho các chuyến bay.
Kể từ tháng 4 năm 2016 trạm gồm có các mô-đun và bộ phận sau:
| Bộ phận/Mô-đun                                                                                                | Chuyến bay      | Phương tiện phóng     | Ngày phóng (UTC)     | Cấu hình trạm sau khi gắn mô-đun | Ảnh bộ phận/Mô-đun | Ảnh trạm sau khi lắp ghép mô-đun/bộ phận |
| --- | --------------- | --------------------- | -------------------- | -------------------------------- | ------------------ | ---------------------------------------- |
| Mô-đun Khối Hàng hóa Chức năng FGB Zarya/ФГБ Заря (Functional Cargo Block)                                    | 1 A/R           | Tên lửa Proton        | 20 tháng 11 năm 1998 |                                  |                    |                                          |
| Mô-đun Unity (Node 1)                                                                                         | 2A - STS-88     | Endeavour             | 4 tháng 12 năm 1998  |                                  |                    |                                          |
| Mô-đun dịch vụ Zvezda/Звезда (Service Module)                                                                 | 1R              | Tên lửa Proton-K      | 12 tháng 7 năm 2000  |                                  |                    |                                          |
| Giàn (Truss) Z1                                                                                               | 3A - STS-92     | Discovery             | 11 tháng 10 năm 2000 |                                  |                    |                                          |
| Giàn P6, tấm pin năng lượng mặt trời*[16]                                                                     | 4A - STS-97     | Endeavour             | 30 tháng 11 năm 2000 |                                  |                    |                                          |
| Mô-đun Phòng Thí nghiệm Destiny                                                                               | 5A - STS-98     | Atlantis              | 7 tháng 2 năm 2001   |                                  |                    |                                          |
| Nền chất hàng bên ngoài (External Stowage Platform) (ESP-1)                                                   | 5A.1 - STS-98   | Atlantis              | 7 tháng 2 năm 2001   |                                  |                    |                                          |
| Cánh tay rô bốt Canadarm2 (Mobile Servicing System/MSS)                                                       | 6A - STS-100    | Endeavour             | 19 tháng 4 năm 2001  |                                  |                    |                                          |
| Mô-đun khóa khí (airlock) Quest/Joint                                                                         | 7A - STS-104    | Atlantis              | 12 tháng 7 năm 2001  |                                  |                    |                                          |
| Mô-đun cập bến, khóa khí Pirs/Пирс (Docking Comparment/Airlock)                                               | 4R              | Soyuz-U               | 14 tháng 9 năm 2001  |                                  |                    |                                          |
| Giàn S0 | 8A - STS-110    | Atlantis              | 8 tháng 4 năm 2002   |                                  |                    |                                          |
| Hệ thống nền di động (Mobile Base System) của Canadarm2 (gắn trên giàn S0)                                    | UF-2 - STS-111  | Endeavour             | 5 tháng 6 năm 2002   |                                  |                    |                                          |
| Giàn S1 | 9A - STS-112    | Atlantis              | 7 tháng 10 năm 2002  |                                  |                    |                                          |
| Giàn P1 | 11A - STS-113   | Endeavour             | 24 tháng 11 năm 2002 |                                  |                    |                                          |
| Nền chất hàng bên ngoài (External Stowage Platform) (ESP-2)                                                   | LF 1 - STS-114  | Discovery             | 26 tháng 7 năm 2005  |                                  |                    |                                          |
| Giàn P3/P4, tấm pin năng lượng mặt trời                                                                       | 12A - STS-115   | Atlantis              | 9 tháng 9 năm 2006   |                                  |                    |                                          |
| Giàn P5[17]                                                                                                   | 12A.1 - STS-116 | Discovery             | 10 tháng 12 năm 2006 |                                  |                    |                                          |
| Giàn S3/S4, tấm pin năng lượng mặt trời[18]                                                                   | 13A - STS-117   | Atlantis              | 8 tháng 6 năm 2007   |                                  |                    |                                          |
| Giàn S5 | 13A.1 - STS-118 | Endeavour             | 8 tháng 6 năm 2007   |                                  |                    |                                          |
| Nền chất hàng bên ngoài (External Stowage Platform) (ESP-3)                                                   | 13A.1 - STS-118 | Endeavour             | 8 tháng 6 năm 2007   |                                  |                    |                                          |
| Mô-đun Harmony (Node 2)                                                                                       | 10A - STS-120   | Discovery             | 23 tháng 10 năm 2007 |                                  |                    |                                          |
| Mô-đun Phòng Thí nghiệm Châu Âu Columbus                                                                      | 1E - STS-122    | Atlantis              | 6 tháng 12 năm 2007  |                                  |                    |                                          |
| Mô-đun Hậu cần thí nghiệm Nhật Bản (Japanese Logistics Module) (JEM-ELM-PS)                                   | 1J/A - STS-123  | Endeavour             | 11 tháng 3 năm 2008  |                                  |                    |                                          |
| Bàn tay rô bốt Dextre (Special Purpose Dexterous Manipulator/SPDM)                                            | 1J/A - STS-123  | Endeavour             | 11 tháng 3 năm 2008  |                                  |                    |                                          |
| Mô-đun có áp suất Nhật Bản (Japanese Pressurized Module) (JEM-PM)                                             | 1J - STS-124    | Discovery             | 31 tháng 5 năm 2008  |                                  |                    |                                          |
| Cánh tay rô bốt của Mô-đun Thí nghiệm Nhật Bản (Japanese Experiment Module Remote Manipulator System/JEM-RMS) | 1J - STS-124    | Discovery             | 31 tháng 5 năm 2008  |                                  |                    |                                          |
| Giàn S6, tấm pin năng lượng mặt trời                                                                          | 15A - STS-119   | Discovery             | 15 tháng 3 năm 2009  |                                  |                    |                                          |
| Cơ sở bên ngoài (Exposed Facility/JEM-EF)                                                                     | 2J/A - STS-127  | Endeavour             | 15 tháng 7 năm 2009  |                                  |                    |                                          |
| Mô-đun Thí nghiệm mini 2 Poisk/Поиск (Mini-Research Module/MRM-2)                                             | 5R              | Soyuz-U               | 10 tháng 11 năm 2009 |                                  |                    |                                          |
| Nền chứa hậu cần ExPRESS (ExPRESS Logistics Carrier/ELC) (ELC-1,2)                                            | ULF3 - STS-129  | Atlantis              | 16 tháng 11 năm 2009 |                                  |                    |                                          |
| Mô-đun Tranquility (Node 3)                                                                                   | 20A - STS-130   | Endeavour             | 8 tháng 2 năm 2010   |                                  |                    |                                          |
| Mô-đun quan sát Cupola                                                                                        | 20A - STS-130   | Endeavour             | 8 tháng 2 năm 2010   |                                  |                    |                                          |
| Mô-đun Thí nghiệm mini 1 Rassvet/Рассвет (Mini-Research Module/MRM-1)                                         | ULF4 - STS-132  | Atlantis              | 14 tháng 5 năm 2010  |                                  |                    |                                          |
| Mô-đun đa mục đích vĩnh viễn Leonardo                                                                         | ULF-5 - STS-133 | Discovery             | 24 tháng 2 năm 2011  |                                  |                    |                                          |
| Nền chứa hậu cần ExPRESS (ELC-4)                                                                              | ULF-5 - STS-133 | Discovery             | 24 tháng 2 năm 2011  |                                  |                    |                                          |
| Máy đo phổ từ Alpha (Alpha Magnetic Spectrometer)                                                             | ULF-6 - STS-134 | Endeavour             | 16 tháng 5 năm 2011  |                                  |                    |                                          |
| Nền chứa hậu cần ExPRESS (ELC-3)                                                                              | ULF-6 - STS-134 | Endeavour             | 16 tháng 5 năm 2011  |                                  |                    |                                          |
| Mô-đun hoạt động có thể mở rộng Bigelow (Bigelow Expandable Activity Module)                                  | SpaceX CRS-8    | Falcon 9/Cargo Dragon | 8 tháng 4 năm 2016   |                                  |                    |                                          |
| Mô-đun khóa khí Nanoracks(Nanoracks Airlock Module)                                                           | SpaceX CRS-21   | Falcon 9 Block 5      | 6 tháng 12 năm 2020  |                                  |                    |                                          |
| Mô-đun phòng thí nghiệm đa mục đích Nauka/Наука (Multipurpose Laboratory Module-Upgrade MLM-U)                | 3R              | Proton-M              | 21 tháng 7 năm 2021  |                                  |                    |                                          |
| Cánh tay rô-bốt Châu Âu (European Robotic Arm)                                                                | 3R              | Proton-M              | 21 tháng 7 năm 2021  |                                  |                    |                                          |
| Mô-đun nút (node) Prichal/Узловой (Prichal Module/UM)                                                         |                 | Tên lửa Soyuz-2.1b    | 24 tháng 11 năm 2021 |                                  |                    |                                          |
*Giàn đỡ P6 đã được di chuyển từ vị trí tạm thời trên giàn Z1 tới vị trí cuối cùng cạnh giàn đỡ P5 trong sứ mệnh STS-120.

### Các thành phần sẽ được phóng

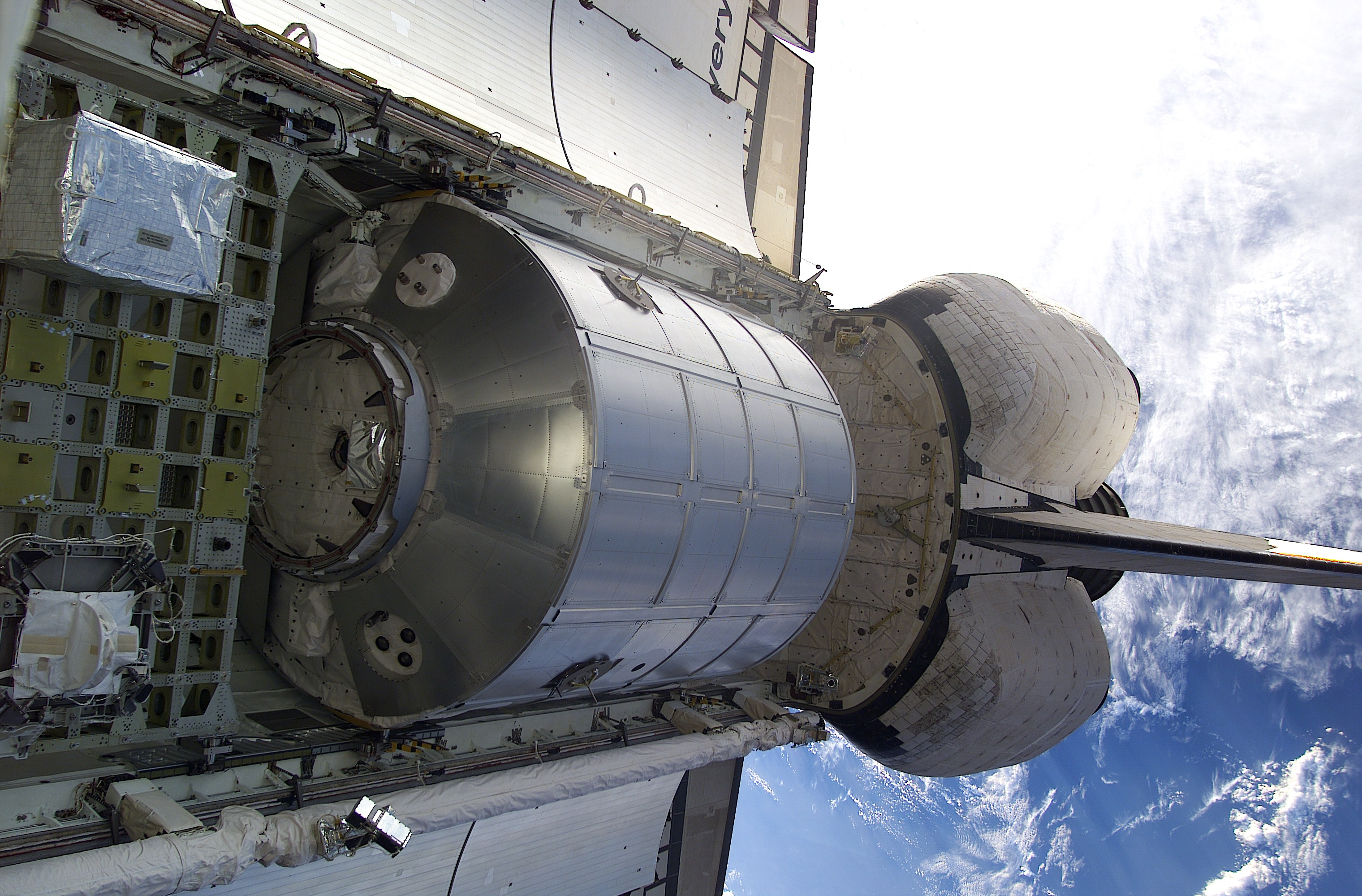
10 tháng 3 năm 2001 - Mô-đun Hậu cần Đa mục đích Leonardo bên trong tàu Discovery trong sứ mệnh STS-102

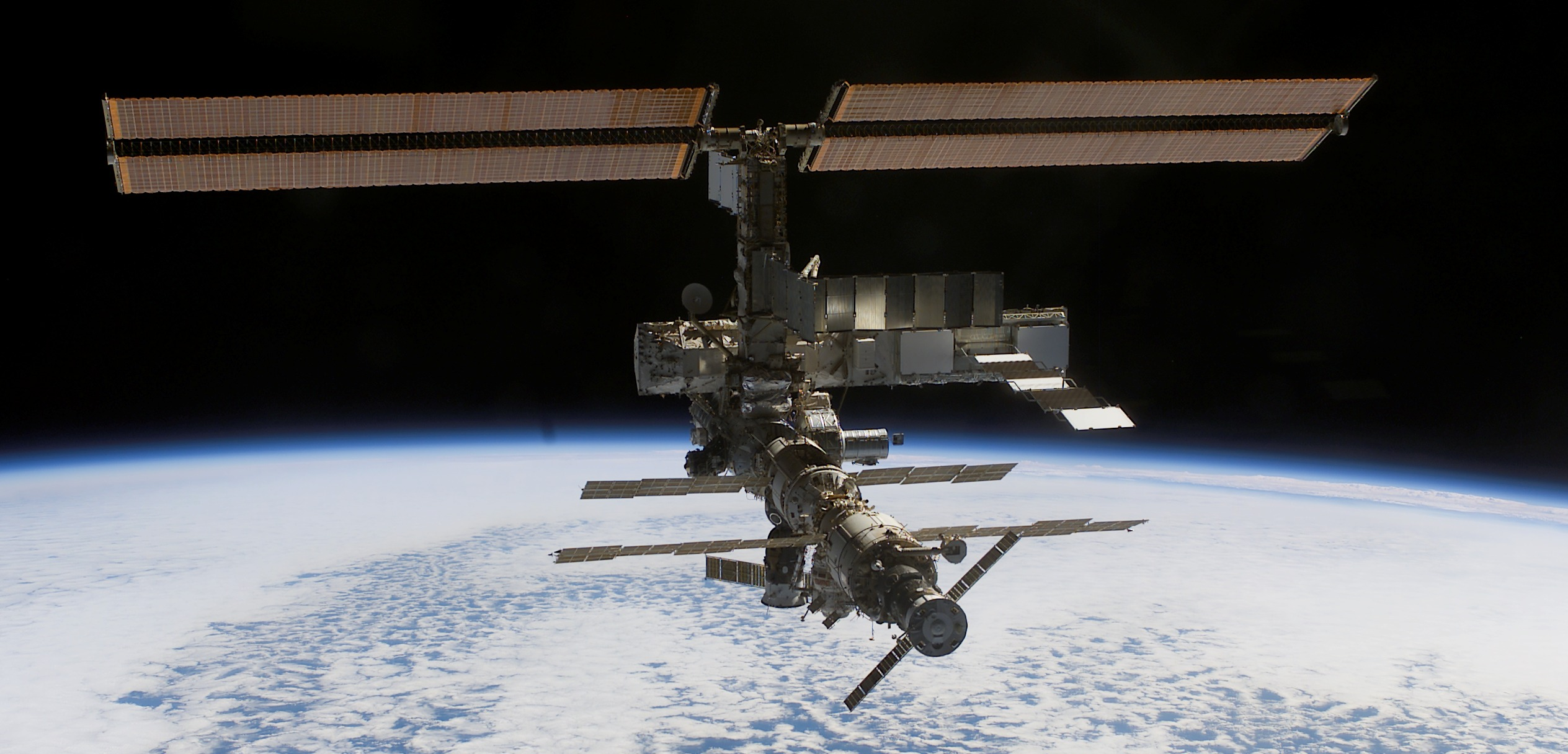
Hình Trạm vũ trụ Quốc tế chụp từ Tàu con thoi Atlantis vào tháng 10 năm 2002

| Bộ phận/Mô-đun                                                      | Chuyến bay | Phương tiện phóng | Cấu tạo trạm sau khi lắp ghép bộ phận/mô-đun | Ảnh bộ phận/mô-đun |
| ------------------------------------------------------------------- | ---------- | ----------------- | -------------------------------------------- | ------------------ |
| Mô-đun Khoa học-Năng lượng NEM-1/НЭМ-1 (Science-Power Module/SPM-1) |            | Tên lửa Proton-M  |                                              |                    |

## Những hệ thống chính trên ISS

### Hệ thống cung cấp năng lượng
Nguồn điện năng cho ISS là từ Mặt Trời - ánh sáng được chuyển đổi thành điện qua những tấm pin mặt trời. Trước khi chuyến bay lắp ráp 4A (sứ mệnh tàu con thoi STS-97, 30 tháng 11 năm 2000) được thực hiện, nguồn năng lượng duy nhất trên trạm là từ những tấm pin mặt trời của Nga được gắn trên mô-đun Zarya và Zvezda - khu vực của Nga trên trạm sử dụng 28 vôn điện thế của dòng một chiều (giống như tàu con thoi). Trong phần còn lại của trạm, điện được cung cấp bởi những tấm pin mặt trời gắn tại một giàn đỡ cung cấp dòng điện một chiều có hiệu điện thế từ 130-180 vôn. Năng lượng được ổn định và phân phối tới các bộ phận ở điện áp là 160 vôn và sau đó được chuyển đổi đến điện áp sử dụng là 124 vôn. Năng lượng có thể được chia sẻ giữa 2 khu vực trên trạm qua những bộ biến đổi, và đặc tính này rất quan trọng một khi người ta hủy bỏ bộ phận mô-đun Science Power Platform của Nga - khu vực của người Nga sẽ phải phụ thuộc vào việc xây dựng các tấm pin mặt trời của Hoa Kỳ để cung cấp năng lượng.
Mô-đun 'Zarya' của Nga là mô-đun đầu tiên được phóng lên quỹ đạo, nó do do Cơ quan hàng không vũ trụ Mỹ đặt hàng và chi tiền ngân sách chế tạo. Trên lý thuyết nó là tài sản của nước Mỹ, nhưng Nga với tư cách là bên chế tạo vẫn có quyền vận hành Zarya.

### Hệ thống hỗ trợ sự sống

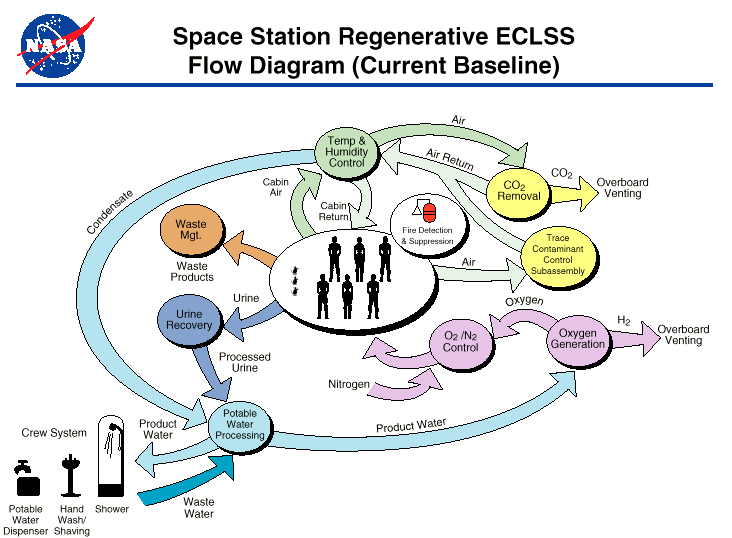
Hệ thống hỗ trợ sự sống và kiểm soát môi trường (Environmental Control and Life Support System - ECLSS)

Hệ thống hỗ trợ sự sống và kiểm soát môi trường của trạm ISS sẽ cung cấp hay kiểm soát những yếu tố như áp suất không khí, mức ôxy, nước, và dập tắt lửa nếu có hỏa hoạn, và vài thứ khác. Hệ thống Elektron sinh ra ôxy trên trạm. Ưu tiên cao nhất cho hệ thống hỗ trợ sự sống là không khí trong trạm ISS, nhưng hệ thống cũng kiểm soát mức tiêu dùng các yếu tố như nước và không khí từ phi hành đoàn, đồng thời tiến hành tái chế lại nước và không khí được thải đi. Ví dụ, hệ thống sẽ tái chế lại chất lỏng từ các bồn nước trên trạm, vòi tắm, nước tiểu, và ngưng tụ. Những bộ lọc bằng than hoạt tính là phương pháp chủ yếu để loại bỏ những sản phẩm phụ trong sự trao đổi chất của con người từ không khí.

### Hệ thống điều hướng
Hướng đi của trạm được duy trì bởi 2 cơ chế. Thông thường, có một hệ thống sử dụng vài con quay hồi chuyển mômen điều khiển (CMG - Control Moment Gyroscope) để giữ cho trạm đi đúng hướng, có nghĩa là với mô-đun Destiny ở phía trước của Unity, giàn đỡ P ở bên cạnh trái và Pirs ở phía hướng về Trái Đất (điểm thấp nhất). Khi hệ thống CMG trở nên bão hòa, nó có thể mất khả năng điều hướng cho trạm. Nếu điều này xảy ra, hệ thống điều khiển trạng thái của Nga có thể lấy lại sự định hướng cho trạm, nó sử dụng những lực đẩy để duy trì trạng thái của trạm và cho phép hệ thống CMG khử được sự bão hòa. Hệ thống này sẽ tự động khởi động như một biện pháp an toàn, chẳng hạn như trong thời gian diễn ra chuyến bay Expedition 10. Khi tàu con thoi cập vào trạm, nó có cũng được sử dụng để duy trì trạng thái của trạm. Quy trình này cũng được sử dụng trong lúc STS-117 nối vào trạm như giàn đỡ S3/S4.

## Nghiên cứu khoa học
Một trong những mục đích chính của ISS là cung cấp một địa điểm để giám sát thực hiện các thí nghiệm và đòi hỏi một hoặc nhiều điều kiện đặc biệt hiện nay trên trạm cho công việc này. Những lĩnh vực nghiên cứu chính bao gồm sinh học (gồm nghiên cứu y sinh và công nghệ sinh học), vật lý (gồm vật lý chất lỏng, khoa học vật liệu, và cơ học lượng tử), thiên văn học (bao gồm vũ trụ học), và khí tượng học. Kể từ năm 2007, những thí nghiệm nhỏ khác như nghiên cứu những ảnh hưởng lâu dài của hiện tượng không trọng lượng tới con người đã được tiến hành trên trạm. Với 4 mô-đun nghiên cứu mới được bố trí để hoàn thành trên ISS vào năm 2010, những thí nghiệm khoa học sẽ được diễn ra nhiều hơn và chất lượng hơn, với những mô-đun nghiên cứu như vậy, nhiều nghiên cứu chuyên dụng đã được mong đợi để được bắt đầu.

### Mô-đun khoa học trên ISS
Mô-đun phòng thí nghiệm Destiny là phương tiện nghiên cứu chính hiện thời trên trạm ISS. Nó được sản xuất bởi NASA và được phóng vào tháng 2 năm 2001, đây là một phương tiện nghiên cứu cho những thí nghiệm chung. Mô-đun Columbus là một phương tiện nghiên cứu khác được thiết kế bởi Cơ quan vũ trụ châu Âu (ESA) cho trạm ISS. Mục đích của nó là tạo những điều kiện thuận lợi cho những thí nghiệm khoa học và đã được phóng vào không gian bằng tàu con thoi trong một sứ mệnh mang tên STS-122 vào ngày 6 tháng 12 năm 2007. Columbus cung cấp một phòng thí nghiệm chung cũng như một trong số những thiết kế đặc biệt dành cho sinh học, nghiên cứu y sinh và vật lý chất lỏng. Có một số mở rộng dự kiến sẽ được thực hiện để tạo công cụ cho sự nghiên cứu Cơ học lượng tử và vũ trụ học. vào tháng 2 năm 2008, tàu con thoi Atlantis mang theo một mô dun để lắp vào ISS, đây sẽ là mô đun đầu tiên thuộc quyền sở hữu của Cơ quan vũ trụ châu Âu.

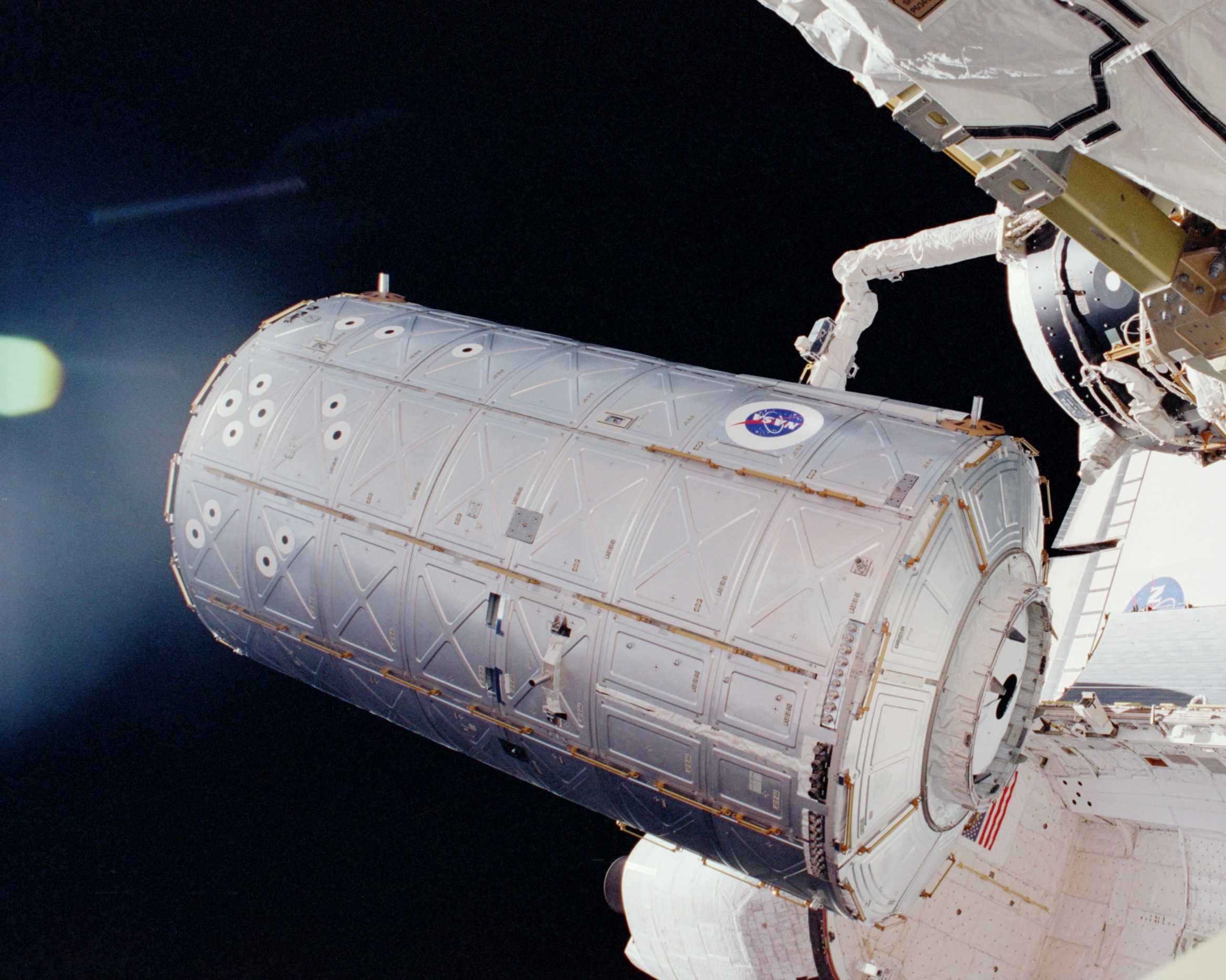
Mô-đun phòng thí nghiệm Destiny

Mô-đun Thí nghiệm Nhật Bản, cũng còn được biết đến với tên gọi Kibō, được dự kiến hoàn thành sau sứ mệnh STS-127 vào tháng 6 năm 2009. Được phát triển bởi Cơ quan thám hiểm không gian Nhật Bản (JAXA), mô-đun này sẽ có chức năng như một đài quan sát thiên văn và đo các dữ liệu thiên văn khác nhau. Dự án ExPRESS Logistics Carrier, được phát triển bởi NASA, đây là dự án với các mô-đun hàng hóa vận chuyển lên trạm ISS, các mô-đun sẽ được phóng bằng tàu con thoi trong sứ mệnh mang tên STS-129, người ta hy vọng sẽ thực hiện sứ mệnh này trước 11 tháng 9 năm 2009. Nó sẽ cho phép những cuộc thí nghiệm được tiến hành và điều khiển trong chân không, cung cấp lượng điện năng cần thiết, và tính toán xử lý dữ liệu cục bộ cho các cuộc thí nghiệm. Mô-đun phòng thí nghiệm vạn năng, được chế tạo bởi Cơ quan Vũ trụ Liên bang Nga (RKA), nó được trông đợi sẽ phóng lên ISS vào cuối năm 2009. Mô-đun này sẽ cung cấp những tài nguyên thích hợp cho thí nghiệm chung về môi trường không trọng lực.
Hai trong số những mô-đun nghiên cứu trong kế hoạch đã bị hủy bỏ, đó là Mô-đun Điều tiết Máy ly tâm (được sử dụng để tạo ra các mức trọng lực nhân tạo khác nhau trong trạm) và Mô-đun Nghiên cứu Nga (được sử dụng cho những thí nghiệm chung). Một vài cuộc thí nghiệm đã được lên kế hoạch trước, như Phổ từ kế Alpha cũng đã bị hủy bỏ.

### Những lĩnh vực nghiên cứu

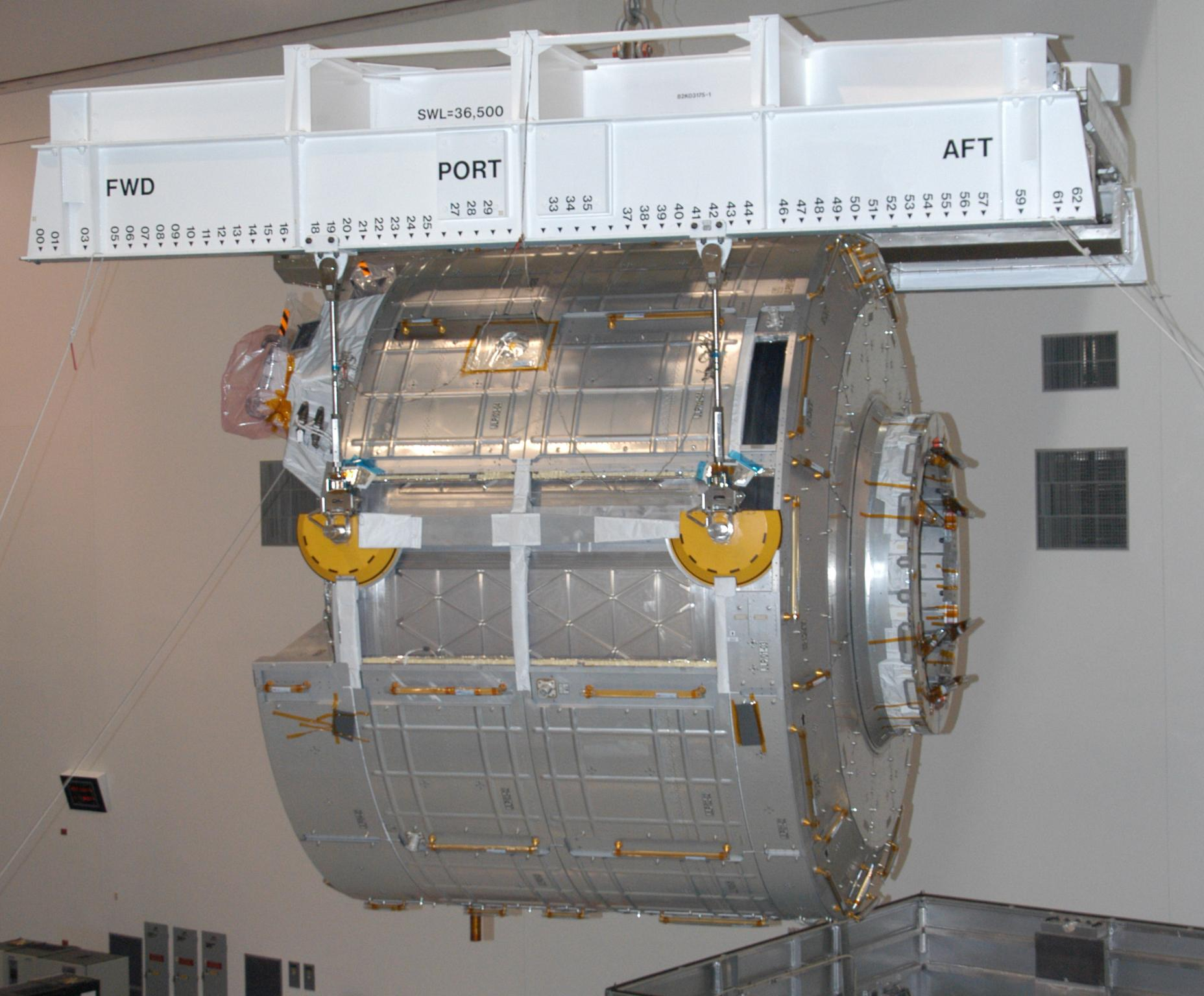
Mô-đun Kibo của Nhật Bản

Có một số kế hoạch nghiên cứu sinh vật học trên ISS. Mục đích thứ nhất là để nâng cao sự hiểu biết của chúng ta về sự ảnh hưởng lâu dài của môi trường không trọng lực trong không gian đến cơ thể con người. Những vấn đề như teo cơ, loãng xương và những thay đổi về chất lỏng được nghiên cứu với mục đích sử dụng những dữ liệu này phục vụ cho cuộc sống của con người trong không gian và du lịch vũ trụ dài ngày, nếu chúng được ứng dụng thành công thì những chuyến bay của con người dài ngày trong vũ trụ sẽ khả thi hơn. Những ảnh hưởng của tình trạng mất trọng lượng trong sự tiến hóa, sự phát triển và sự tăng trưởng, những quá trình bên trong thực vật và động vật cũng được nghiên cứu. Những dữ liệu kết quả nghiên cứu mới đây đã đưa ra giả thiết rằng vi trọng lực cho phép sự tăng trưởng của các mô trong cơ thể con người tăng lên gấp 3 lần và các tinh thể protein đặc biệt có thể được hình thành trong không gian, NASA tỏ ra rất mong muốn được điều tra nghiên cứu những hiện tượng này.
NASA cũng quan tâm nghiên cứu đến những vấn đề nổi bật trong vật lý. Vật lý chất lỏng trong môi trường vi trọng lực vẫn chưa được hiểu biết hoàn toàn, và những nhà nghiên cứu muốn tìm một cách nào đó để tìm ra được mô hình chính xác của chất lỏng trong tương lai. Đồng thời, vì những chất lỏng trong không gian có thể kết hợp gần như hoàn toàn bất chấp tỷ trọng của chúng, các nhà nghiên cứu đang quan tâm đến việc nghiên cứu sự kết hợp của những chất lỏng không có tính pha trộn tốt khi thực hiện ở Trái Đất, những chất lỏng này sẽ được thí nghiệm trong không gian để tìm hiểu về sự kết hợp trong môi trường vi trọng lực. Bằng việc nghiên cứu những phản ứng được làm chậm bởi trọng lực và nhiệt độ thấp, những nhà khoa học cũng hy vọng tìm kiếm được sự hiểu biết mới sâu sắc hơn liên quan đến những trạng thái của vật chất (đặc biệt trong hiện tượng siêu dẫn).

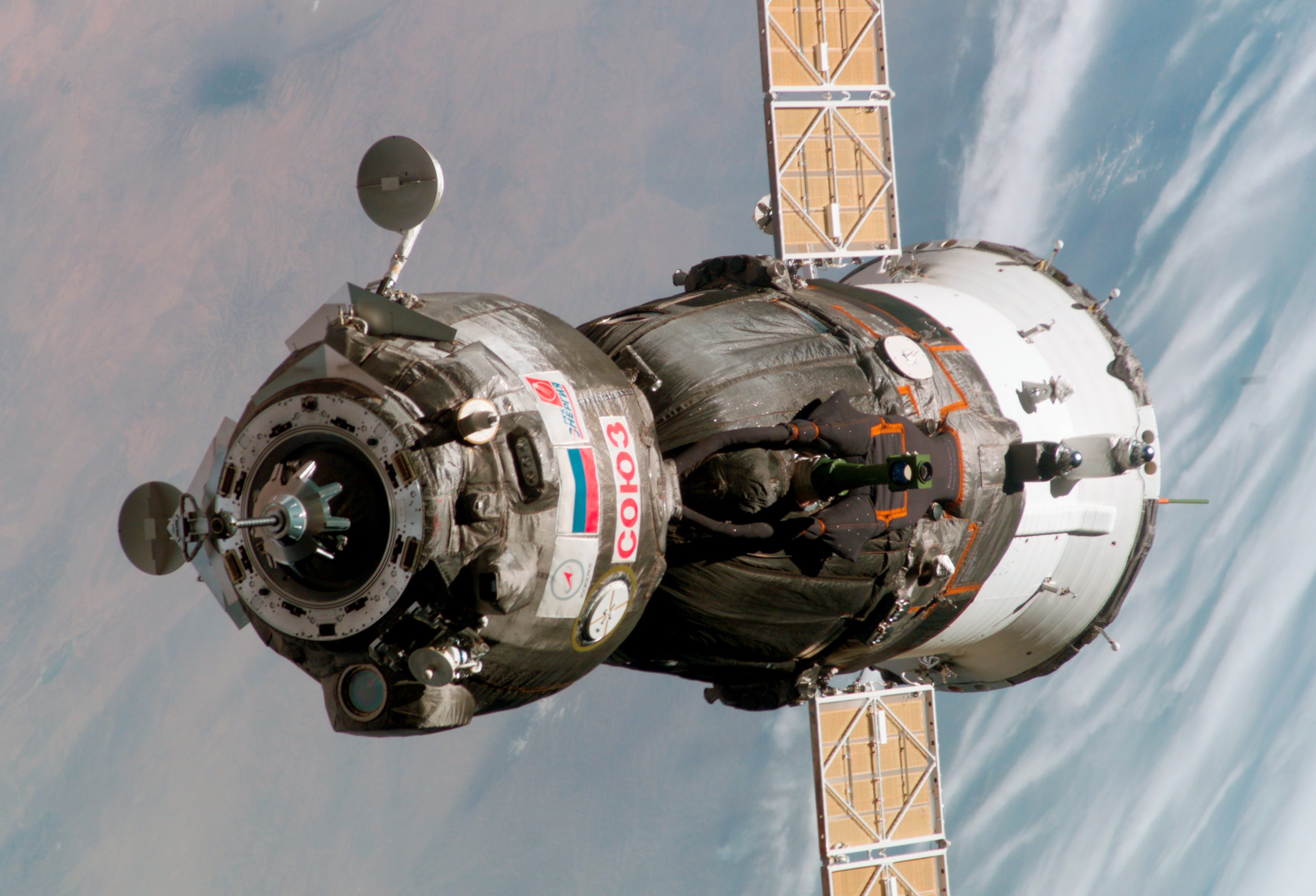
Tàu vũ trụ Soyuz của Nga

Đồng thời, các nhà khoa học cũng hy vọng nghiên cứu sự cháy trong môi trường trọng lực bé hơn ở Trái Đất. Bất kỳ kết quả tìm kiếm nào liên quan đến hiệu quả của sự đốt cháy hay tạo thành những sản phẩm phụ đều có thể cải thiện quá trình sản xuất năng lượng, mà đây là vấn đề được quan tâm hàng đầu trong ngành kinh tế và môi trường. Kế hoạch của các nhà khoa học là sử dụng ISS để nghiên cứu khí dung, ôzôn, hơi nước và ôxy trong bầu khí quyển của Trái Đất cũng như tia vũ trụ, bụi vũ trụ, phản vật chất và vật chất tối trong vũ trụ.
Những mục đích dài hạn của các nghiên cứu này sẽ được áp dụng để pháp triển công nghệ cần thiết cho nhiều lĩnh vực như: xây dựng căn cứ trong không gian, thám hiểm các hành tinh và sự có mặt lâu dài của con người trong không gian (bao gồm những hệ thống hỗ trợ sự sống, hệ thống an toàn, kiểm tra môi trường trong không gian,...), những cách mới để điều trị các căn bệnh, những phương pháp hiệu quả hơn trong sản xuất vật chất, những kết quả đo lường chính xác hơn mà không thể đạt được nếu làm trên Trái Đất.

## Những biến cố chính

### Thảm họa Columbia năm 2003
Sau thảm họa tàu Columbia vào 1 tháng 2 năm 2003, người Mỹ đã đình chỉ Chương trình tàu con thoi hai năm rưỡi, sau đó là các vấn đề trong việc nối lại hoạt động của các chuyến bay vào năm 2005, từ những sự cố đó, người ta không chắc chắn về tương lai của trạm ISS đến năm 2006. Trong khoảng thời gian giữa thảm họa Columbia và bắt đầu tiếp tục việc phóng tàu con thoi, những chuyến bay thay đổi phi hành đoàn trên ISS đều do tàu vũ trụ Soyuz của Nga thực hiện. Bắt đầu với Expedition 7, chỉ có 2 số với con số 3 nhà du hành được phóng lên trong những lần trước. Điều này là do ISS không có sự cung cấp nhu yếu phẩm thường xuyên bởi tàu con thoi trong một thời gian dài, đa số các kế hoạch đã bị hủy bỏ, tạm thời gây cản trở đến hoạt động của trạm vào năm 2004. Tuy nhiên tàu vận chuyển Tiến bộ và chuyến bay của tàu con thoi trong sứ mệnh mang tên STS-114 đã giải quyết vấn đề này của trạm.

### Sự cố khói năm 2006
Vào ngày 18 tháng 9 năm 2006, phi hành đoàn trong cuộc hành trình thứ 13 mang tên Expedition 13 đã kích hoạt báo động cháy trong khu vực của Nga trên Trạm vũ trụ Quốc tế, khi khói từ một trong số 3 máy cung cấp ôxy thoát ra, nó đã gây ra một sự sợ hãi trong chốc lát do lo sợ lửa có thể bùng cháy trong mô-đun. Kỹ sư trên chuyến bay là Jeffrey Williams đã thông báo một mùi khác thường, nhưng những quan chức đã nói rằng không có lửa trong mô-đun và phi hành đoàn không phải chịu bất kỳ sự nguy hiểm nào.
Phi hành đoàn đã thông báo giải thích về khói và mùi phát ra trong cabin của mô-đun về trung tâm điều khiển sau khi tìm hiểu vụ việc. Nguyên nhân là do một sự rò rỉ Kali hydroxide từ một lỗ thông ôxy. Thiết bị này ngay lập tức đã bị dừng hoạt động. Kali hydroxide không có mùi, và mùi mà Williams nói đã ngửi thấy là do một tấm đệm bằng cao su đã bị đốt nóng gây ra mùi khét trong hệ thống Elektron.
Trong bất kỳ trường hợp nào, hệ thống thông hơi của trạm sẽ bị tắt để ngăn ngừa khói hoặc các chất ô nhiễm khác lan ra các khu vực khác của phòng thí nghiệm liên hợp. Một bộ lọc không khí bằng than đã được đặt ở trong trạm để làm sạch không khí nếu như xảy ra hiện tường rò rỉ khói kali hydroxide dù là nhỏ nhất ở trên trạm ISS. Giám đốc chương trình trạm vũ trụ nói rằng phi hành đoàn chưa bao giờ phải mang mặt nạ phòng độc, nhưng trong biện pháp phòng ngừa, người ta vẫn yêu cầu các phi hành gia mang găng tay và mặt nạ phòng độc để ngăn ngừa sư tiếp xúc với bất kỳ chất gây ô nhiễm nào.
Vào ngày 2 tháng 11 năm 2006, các bộ phận thiết bị thay thế được Tàu vũ trụ Progress số hiệu M-58 của Nga mang lên trạm, cho phép phi hành đoàn sửa chữa Elektron bằng phụ tùng thay thế.

### Sự cố hỏng hóc máy tính năm 2007

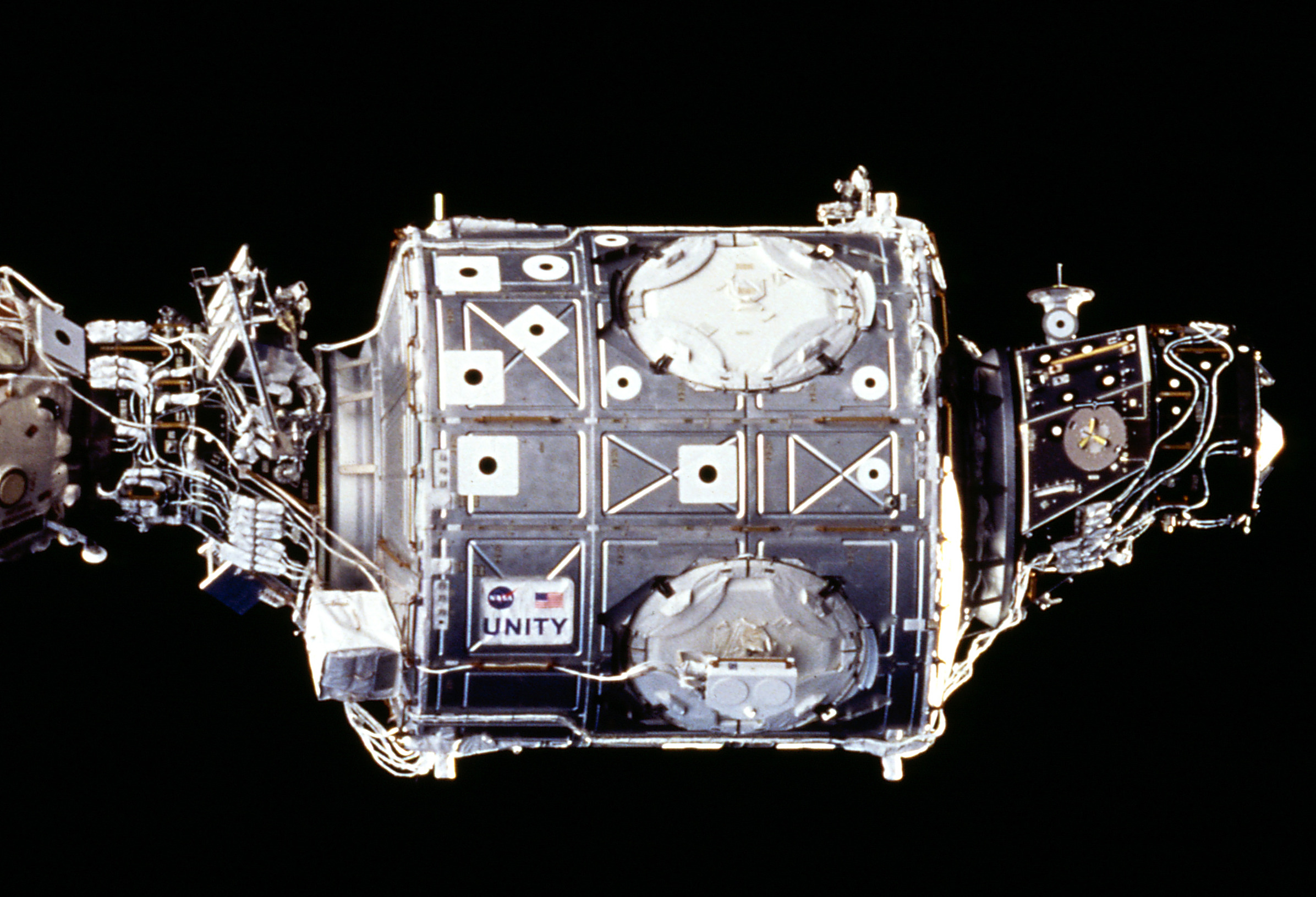
Mô-đun Unity

Vào ngày 14 tháng 6 năm 2007, trong thời gian diễn ra cuộc hành trình mang tên Expedition 15 và ngày thứ 7 của sứ mệnh STS-117 trên trạm ISS, một máy tính đã bị trục trặc dẫn đến ngừng hoạt động trong khu vực của Nga lúc 06:30 UTC làm cho phần bên trái của trạm không có lực ép, mất sự cung cấp ôxy, máy lọc carbon dioxide ngừng hoạt động, và các hệ thống kiểm soát môi trường khác cũng ngừng hoạt động, nguyên nhân dẫn đến máy tính bị hỏng là do nhiệt độ tăng quá cao. Khi máy tính khởi động lại thành công đã dẫn đến một báo động hỏa hoạn sai, báo động này đã đánh thức phi hành đoàn vào lúc 11:43 UTC. Hai hệ thống máy tính (chỉ huy và dẫn đường) từng hệ thống bao gồm 3 máy tính kết nối. Mỗi máy tính được gán như một Lane.
Ngày 15 tháng 6, máy tính chính của Nga được kết nối trực tuyến trở lại và việc liên lạc với phần khu vực của Hoa Kỳ trên trạm đã phải sử dụng đường dây khác. Những hệ thống phụ chưa kết nối trực tuyến và làm các công việc cần giải quyết khác. NASA có những chọn lựa để gia hạn hoạt động của STS-117 nếu những vấn đề không thể được giải quyết và họ đã định "lựa chọn để từ giã" nếu ít nhất một trong số những máy tính trên trạm không được kiểm soát ổn định và 3 thành viên phi hành đoàn phải ngay lập tức quay trở lại Trái Đất bằng tàu con thoi Atlantis. Nếu không có máy tính để kiểm soát mức ôxy, trạm ISS chỉ có 56 ngày sử dụng số ôxy dự trữ còn lại.
Vào buổi chiều ngày 16 tháng 6, giám đốc chương trình ISS là Michael Suffredini đã xác nhận tất cả sáu máy tính chính trong hệ thống điều khiển và dẫn đường, bao gồm cả hai chiếc máy tính có khả năng suy nghĩ đã bị hỏng, khu vực của Nga trên trạm đã được kết nối trực tuyến trở lại và sẽ được kiểm tra bên trong vào khoảng thời gian từ 1 đến 2 ngày sau. Hệ thống làm lạnh là hệ thống đầu tiên được kết nối lại. NASA tin tưởng những mạch bảo vệ dòng siêu tải được thiết kế sẽ bảo vệ mỗi máy tính khỏi sự cố đột biến năng lượng và giúp máy tính tránh được hiện tượng giao thoa tăng lên, hay "tạp nhiễu", từ môi trường plasma của trạm có liên quan đến sự bổ sung của giàn đỡ bên phải và các tấm pin năng lượng mặt trời. Sự phân tích những hỏng hóc liên tiếp trong hệ thống máy tính trên trạm ISS, sẽ giúp cho Mô-đun phòng thí nghiệm Columbus và tàu vận tải không người lái ATV của ESA tránh được các hỏng hóc tương tự như trên ISS, do hầu hết các hệ thống máy tính đều cùng được cung cấp bởi công ty EADS Astrium Space Transportation. Theo giám đốc của chương trình ISS của NASA là Michael Suffredini, giả thiết về trường plasma gây ra hỏng hóc cho trạm đã bị bác bỏ khi hình dạng của trạm thay đổi do thêm vào các đoạn giàn đỡ mới hay "khi trạm càng lớn, điện thế sẽ tiếp tục tăng lên" và "người Nga đã lưu ý đến những thay đổi trong hệ thống của họ khi mà chúng ta đang phát triển."

## Các tàu vũ trụ đã kết nối với ISS

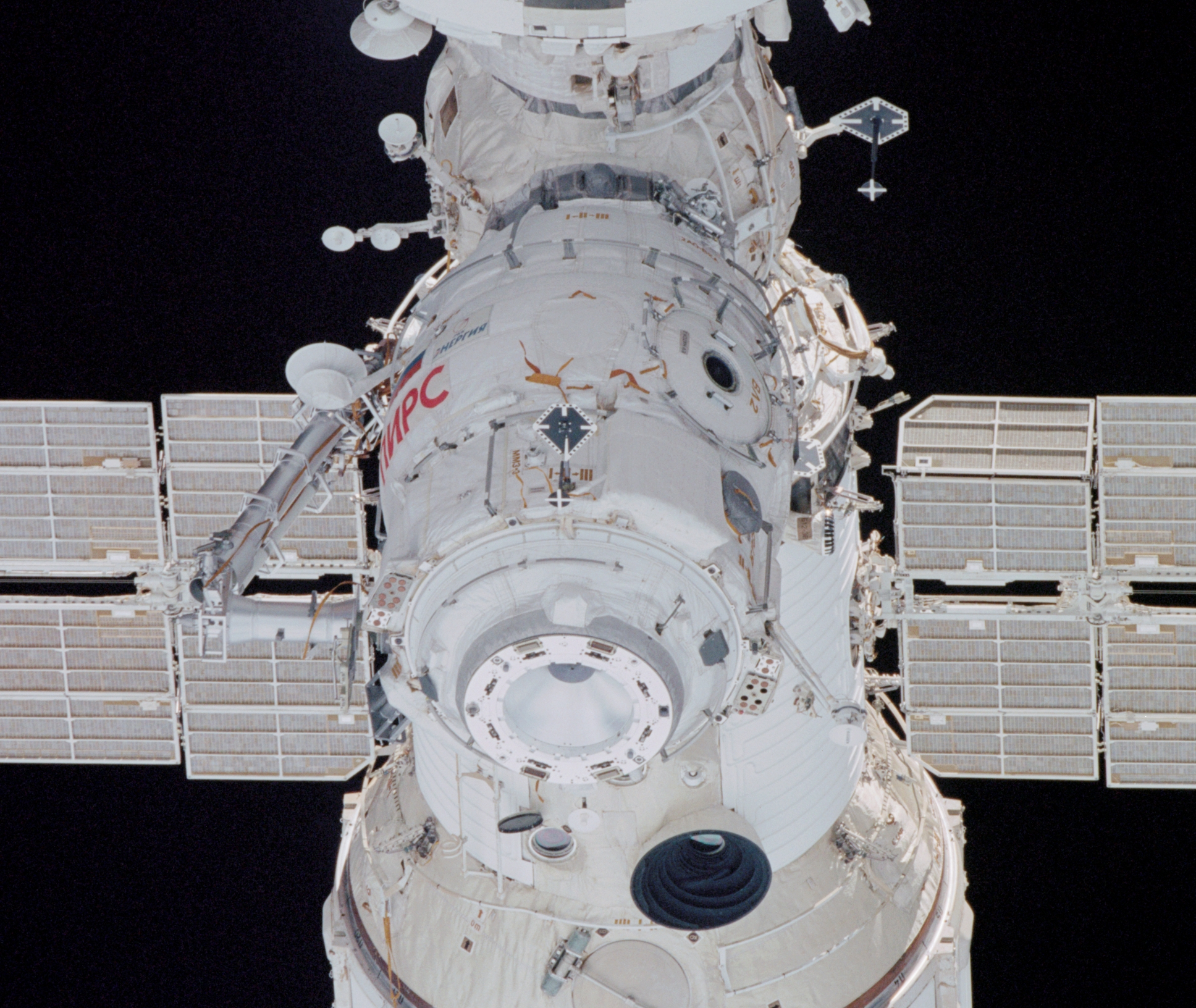
Mô-đun kết nối Pirs

- Phi thuyền con thoi - phương tiện chuyên chở bộ phận lắp ráp, hậu cần và luân chuyển các phi hành đoàn (đã được nghỉ hưu vào đầu năm 2011).
- Tàu vũ trụ Soyuz - luân chuyển phi hành đoàn và làm phương tiện cứu hộ khẩn cấp, được thay thế 6 tháng một lần.
- Tàu vận tải Tiến bộ - phương tiện chuyên chở hàng hóa.
- Tàu vận tải tự hành (Automated Transfer Vehicle - ATV) của cơ quan không gian châu Âu (ESA) là tàu vũ trụ không người lái cung cấp đồ tiếp tế (gồm cả các giá đựng (rack)) cho trạm ISS (phóng lên lần đầu vào tháng 3 năm 2008).

### Các tàu trong kế hoạch
- Tàu vận tải H-II (HTV) của Nhật Bản (JAXA), dùng để mang hàng hóa và thiết bị (sẽ phóng vào cuối năm 2009).[14]
- Tàu Orion có thể dùng để luân chuyển phi hành đoàn và cung cấp khả năng vận tải (dự kiến bắt đầu hoạt động vào năm 2014 thay cho tàu con thoi).

### Các tàu trong đề án
- SpaceX Dragon được sử dụng cho chương trình Dịch vụ vận chuyển quỹ đạo thương mại của NASA (lên kế hoạch phóng vào năm 2009).
- Rocketplane Kistler Phương tiện K-1 được sử dụng cho chương trình Dịch vụ vận chuyển quỹ đạo thương mại của NASA (lên kế hoạch phóng vào năm 2009).
- Phi thuyền con thoi của Nga mang tên Kliper có thể được dùng để vận chuyển phi hành đoàn và cung cấp khả năng chuyên chở (lên kế hoạch phóng vào năm 2012).
- Hệ thống vận chuyển người vào không gian Soyuz được bắt đầu bằng sự hợp tác giữa Nga-Châu Âu để luân chuyển phi hành đoàn và vận chuyển hàng hóa (lên kế hoạch phóng vào năm 2014).

## Các cuộc hành trình lên ISS
Mọi phi hành đoàn đến trạm ISS thường xuyên đều được mang tên là "Expedition N", ở đây N là số thứ tự của chuyến hành trình đến ISS. Các chuyến hành trình thường kéo dài trong khoảng nửa năm.
Trong lịch sử Trạm vũ trụ Quốc tế phần lớn các chuyến viếng thăm trạm là do các tàu vũ trụ thực hiện. Kể từ 11 tháng 9 năm 2006, đã có 159 lượt người (không phân biệt rõ ràng) đặt chân đến trạm ISS. Trạm Mir có 137 lượt người (không phân biệt rõ ràng) đặt trên đến trạm (Xem Trạm vũ trụ). Số lượng người được xác định đến trạm ISS để làm nhiệm vụ là 124 người (xem Danh sách người đến thăm Trạm vũ trụ Quốc tế).

## Những khía cạnh pháp luật

### Thỏa thuận

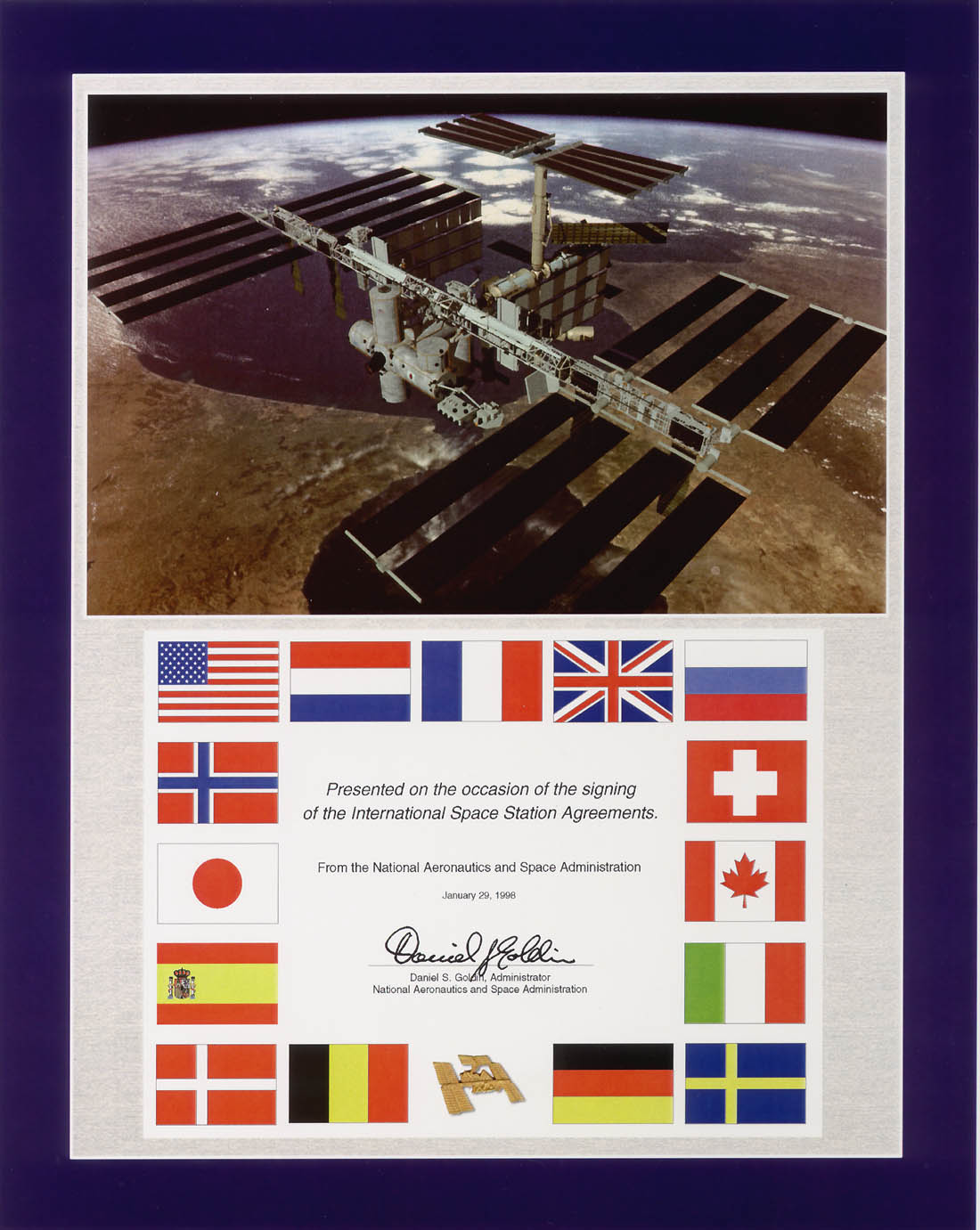
Trang bìa của Hiệp định Tồn tại Trạm vũ trụ được ký vào ngày 28 tháng 1 năm 1998

Kết cấu pháp lý đã quy định việc xây dựng trạm vũ trụ được phân thành nhiều phần. Phần đầu tiên được soạn thảo nhằm mục đích thiết lập những trách nhiệm và quyền lợi giữa những đối tác xây dựng trạm ISS theo Hiệp định Tồn tại Trạm vũ trụ (IGA), một hiệp ước quốc tế được ký vào ngày 28 tháng 1 năm 1998 bởi 15 chính phủ có liên quan đến dự án Trạm vũ trụ. Gồm có Hoa Kỳ, Canada, Nhật Bản, Liên bang Nga và 11 thành viên khác thuộc Cơ quan Vũ trụ châu Âu (Bỉ, Đan Mạch, Pháp, Đức, Ý, Hà Lan, Na Uy, Tây Ban Nha, Thụy Điển, Thụy Sĩ và Anh). Điều 1 đã thảo ra những nét chính của mục đích dự án:
"Hiệp định này là một khung hợp tác quốc tế dài hạn trên cơ sở của quan hệ đối tác xác thực, đối với thiết kế chi tiết, sự phát triển, hoạt động, và sử dụng trạm vũ trụ dân sự có người ở lâu dài với mục đích hòa bình, theo luật pháp quốc tế."
Phần thứ hai của hiệp định IGA đặt ra giai đoạn hợp tác giữa những thành viên ký hiệp định được đề cập với tên gọi "Biên bản ghi nhớ" (Memoranda of Understanding - MOU), nêu ra 4 vấn đề hợp tác giữa NASA và mỗi đối tác trong 4 đối tác khác. Không có biên bản giữa ESA, Roskosmos, CSA và JAXA vì thực tế NASA được coi như là "giám đốc" của dự án ISS. MOU được sử dụng để miêu tả những vai trò và trách nhiệm của những đối tác chi tiết hơn.
Phần thứ 3 gồm có sự thay đổi những thỏa thuận bằng hợp đồng hay dịch vụ thương mại trong quyền lợi và nhiệm vụ của các đối tác, bao gồm thỏa thuận khung thương mại giữa NASA và Roskosmos vào năm 2005, nó có 4 điều khoản và điều kiện theo sau, trong đó NASA sẽ sử dụng khả năng vận chuyển phi hành đoàn, hàng hóa của tàu vũ trụ Soyuz và tàu không người lái Tiến bộ để chuyên chở lên trạm ISS.
Phần pháp lý thứ 4 là những thỏa thuận thi hành và bổ sung, gồm 4 Biên bản ghi nhớ nữa. Đáng chú ý trong số đó là luật lệ quản lý ISS, được đặt ra để các quy định về quyền xét xử người phạm tội, chống quấy nhiễu và một số hành vi khác liên quan đến phi hành đoàn trên ISS.

### Phân chia quyền lợi sử dụng

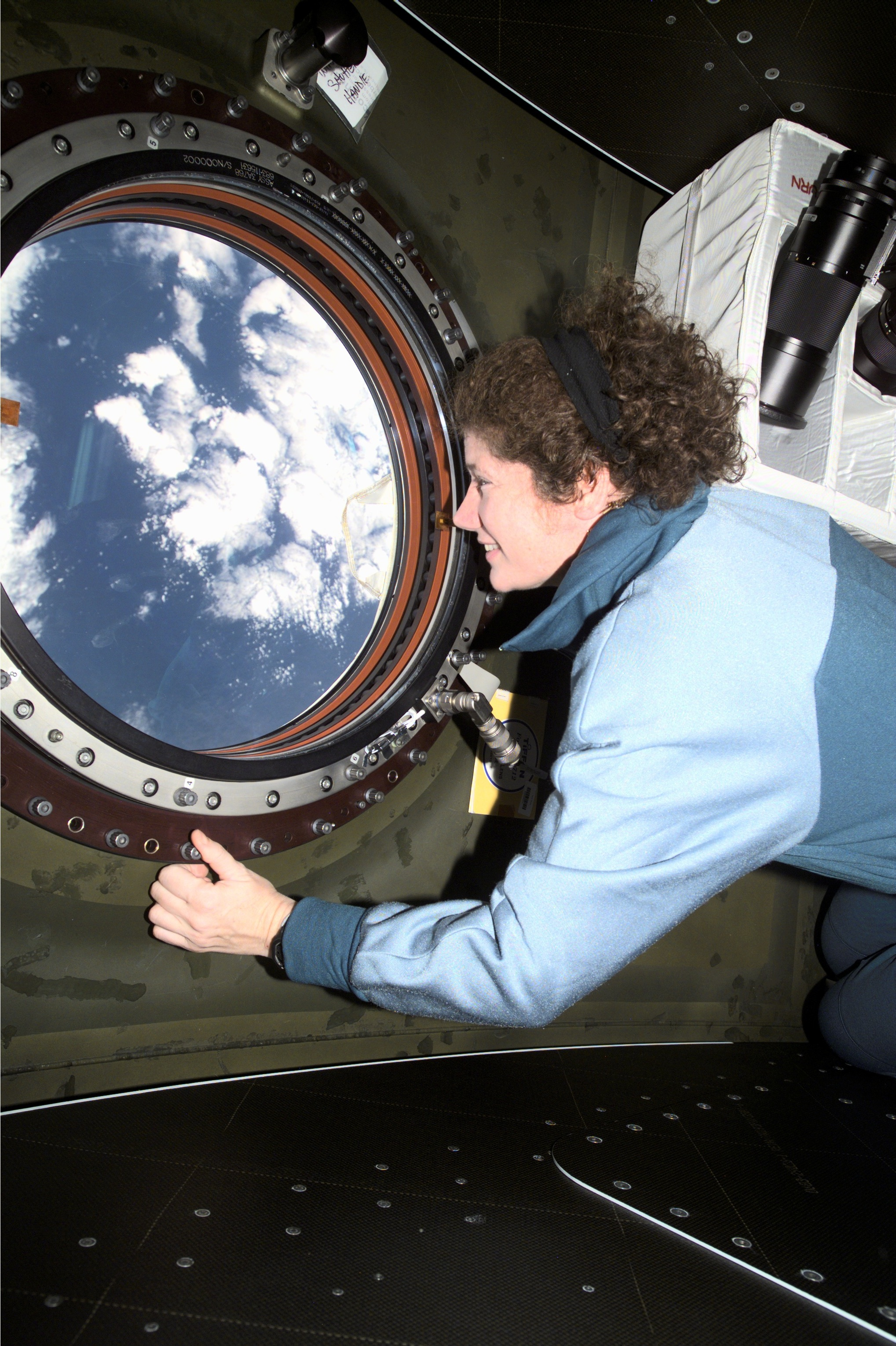
Cửa số ở điểm thấp nhất trong phòng thí nghiệm Destiny

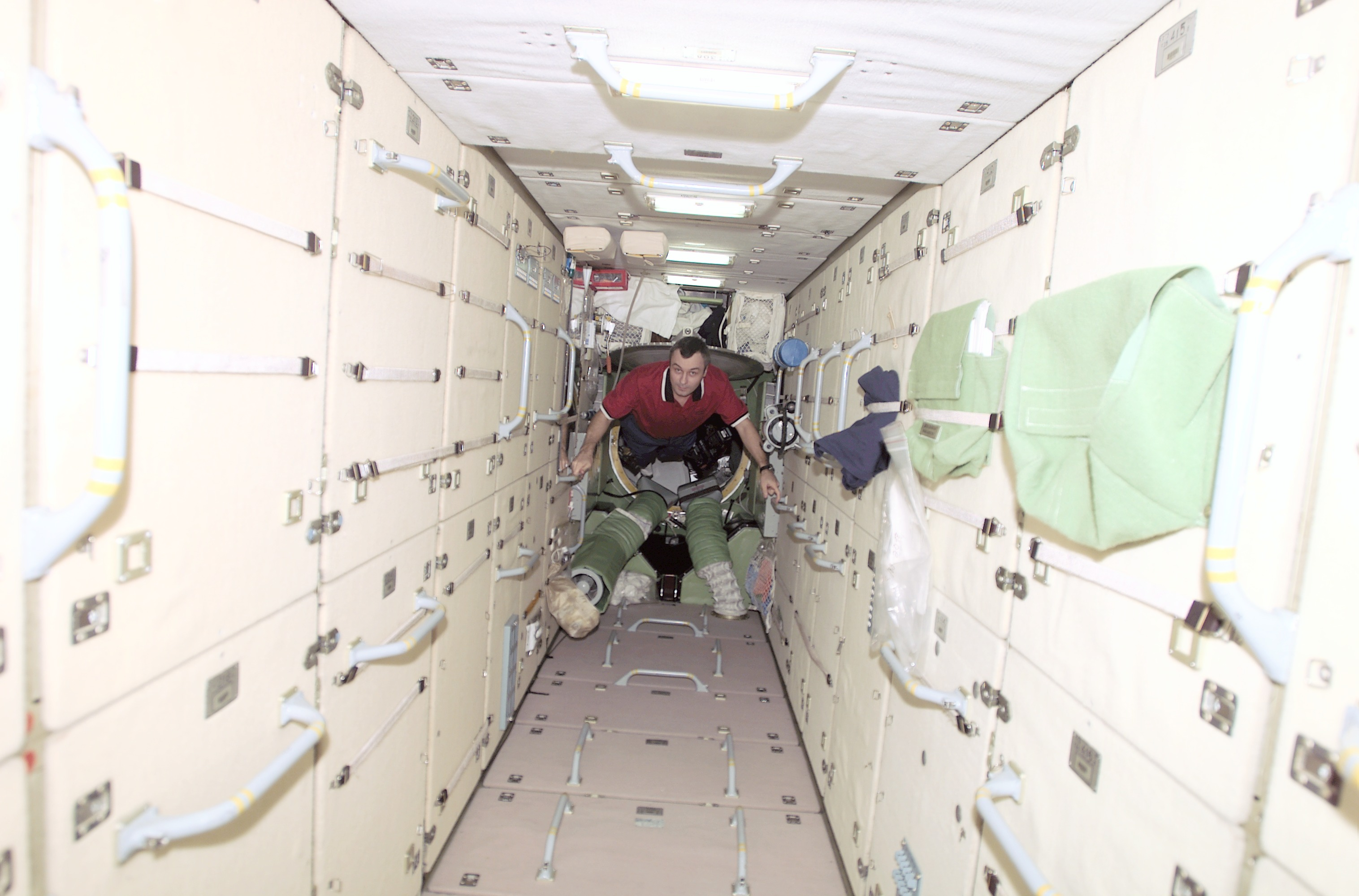
Môđun Zarya

Không có tỷ lệ phần trăm cố định trong quyền sở hữu đối cho toàn bộ trạm vũ trụ. Điều 5 của hiệp định IGA đã chỉ ra điều đó: "mỗi đối tác sẽ được giữ quyền hạn và quyền kiểm soát đối với các yếu tố được đăng ký và đối với nhân sự trong hoặc trên trạm vũ trụ thuộc quốc gia của mình." Bởi vậy, mỗi mô-đun của ISS chỉ có duy nhất một quốc gia có quyền sở hữu. Còn những thỏa thuận để sử dụng những phương tiện trên trạm vũ trụ phức tạp hơn rất nhiều.
Ba mô-đun trong kế hoạch của người Nga là Zvezda, Mô-đun Phòng thí nghiệm Vạn năng và Mô-đun Nghiên cứu Nga, chúng đều được chế tạo và sở hữu bởi Liên bang Nga, và chúng sẽ vẫn do Nga sở hữu trong thời điểm hiện nay và tương lai (Zarya, dù được thiết kế chế tạo và phóng lên không gian bởi Nga, nhưng kinh phí lại do NASA chi trả, do đó chính thức thì Zarya thuộc về quyền sở hữu của NASA). Để sử dụng những bộ phận của Nga trên trạm, những đối tác khác sẽ phải sử dụng hiệp ước song phương (phần thứ 3 và 4 trong kết cấu pháp lý). Phần còn lại của trạm, (môđun điều áp của Hoa Kỳ, châu Âu và Nhật Bản cũng như những giàn đỡ, các tấm pin năng lượng mặt trời và 2 cánh tay máy) đã được thỏa thuận sử dụng theo tỷ lệ sau (tỷ lệ % phụ thuộc thời gian mà mỗi kết cấu có thể được sử dụng bởi mỗi đối tác):
1. Columbus: 51% cho ESA, 49% cho NASA và CSA (CSA đã thỏa thuận với NASA để sử dụng 2,3% công trình không thuộc sở hữu của Nga trên ISS).
2. Kibo: 51% cho JAXA, 49% cho NASA và CSA (2,3%).
3. Phòng thí nghiệm Destiny: 100% cho NASA và CSA (2,3%).
4. Thời gian phi hành đoàn lưu lại và năng lượng từ kết cấu pin mặt trời, cũng như quyền lợi liên quan đến dịch vụ hỗ trợ (dịch vụ tải lên/tải xuống dữ liệu và thông tin liên lạc) 76,6% cho NASA, 12.8% cho JAXA, 8,3% cho ESA và 2,3% cho CSA.

## Chi phí xây dựng
Chi phí để xây dựng trạm ISS tính đến hiện nay đã vượt xa những tính toán trước đây. ESA đánh giá chi phí toàn bộ từ khi bắt đầu dự án vào cuối thập niên 1980 đến khi trạm hoàn thành vào năm 2010 sẽ vào khoảng 130 tỷ USD (100 tỷ euro).
Rất khó để xác định chính xác chi phí xây dựng trạm ISS: ví dụ, khó có thể xác định được những khoản đóng góp của Nga trong chương trình ISS hay có bao nhiêu khoản đóng góp của Nga đã được thực hiện đều đặn, cũng do những chi phí của Cơ quan Vũ trụ Nga thấp hơn khi đổi sang USD so với các đối tác khác.

### NASA

#### Tổng quan

Biểu đồ ngân quỹ sẽ được chi dùng của NASA hiện nay cho đến năm 2017 để hoàn thành chương trình ISS và cung cấp ngân sách cho dự án Tầm nhìn thám hiểm không gian

Phần lớn toàn bộ những chi phí do NASA bỏ ra đều được dùng để duy trì hoạt động của các chuyến bay và toàn bộ chi phí cho việc quản lý toàn bộ trạm ISS. Những chi phí ban đầu là chế tạo các phần của mô-đun ISS, cấu trúc ngoài ở tại mặt đất và xây dựng trong không gian, cũng như huấn luyện phi hành đoàn và những chuyến bay tiếp tế tới ISS, sao cho chi phí ít hơn so với chi phí hoạt động chung khi dự toán.
NASA không tính chi phí chương trình Phi thuyền con thoi vào tổng chi phí xây dựng chương trình ISS, dù Tàu con thoi đã được chỉ định sử dụng riêng cho việc xây dựng và tiếp tế cho ISS từ tháng 12 năm 1998 (từ năm 2002 chỉ có 2 sứ mệnh STS-107 và STS-125 là không liên quan tới ISS).
Ngân sách chi phí cho các hạng mục của ISS trong những năm từ 1994 đến 2005 của NASA (không tính chi phí về tàu con thoi) là 25,6 tỷ USD. Từ năm 2005 đến 2006, khoảng 1,7 đến 1,8 tỷ USD đã được giải ngân cho chương trình ISS. Chi phí hàng năm sẽ tăng thêm cho đến năm 2010 khi ngân sách một năm dành cho ISS sẽ đạt là 2,3 tỷ USD và dừng lại ở mức ngân sách này, tuy nhiên chi phí sẽ được điều chỉnh theo lạm phát, cho đến năm 2016, thời điểm kết thúc chương trình. NASA đã cấp từ 300 đến 500 triệu USD gọi là chi phí cho "sự đóng cửa" chương trình vào năm 2017.

#### Ngân sách dành cho ISS năm 2005

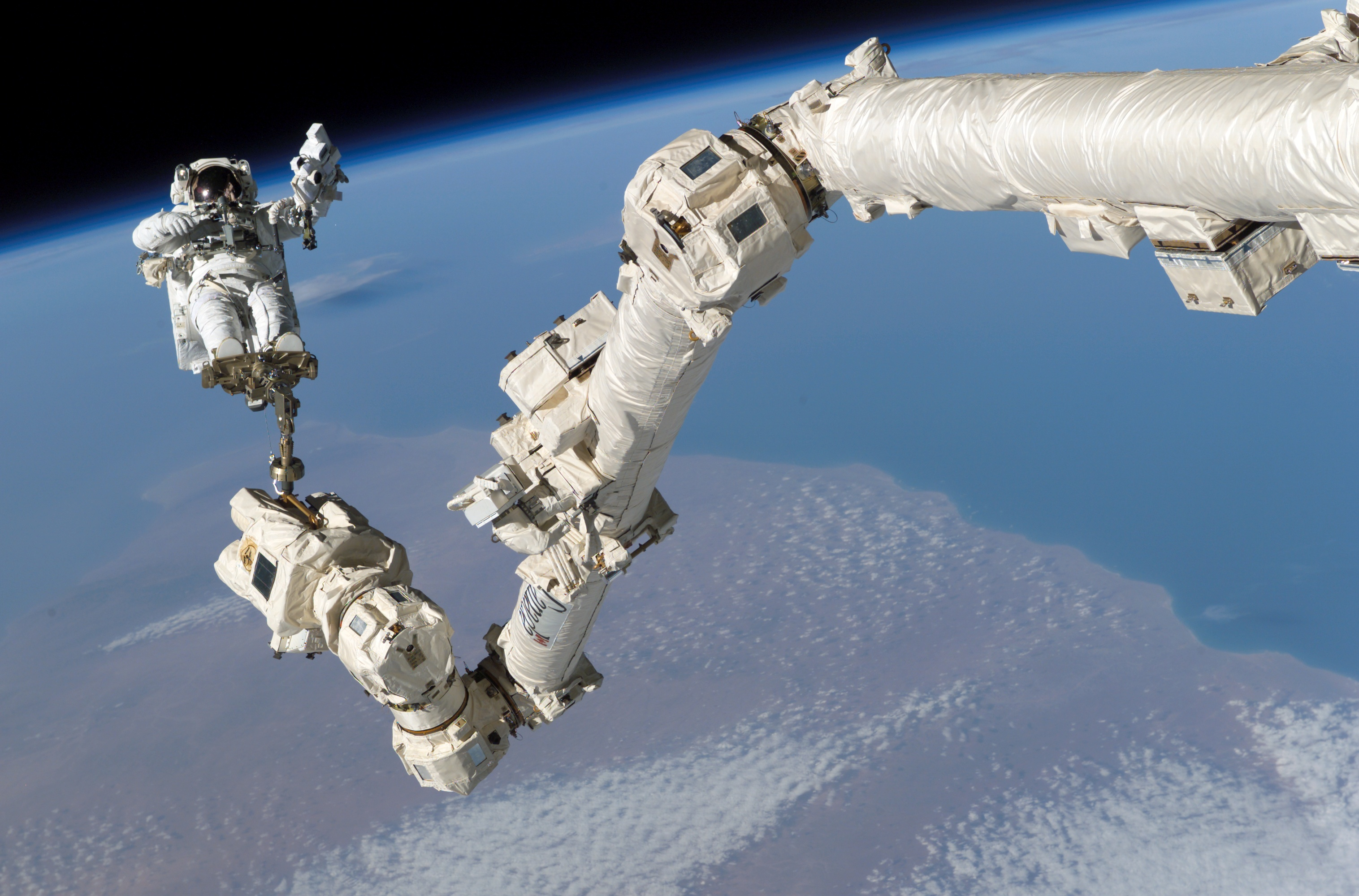
NASA đã chi khoảng 125 triệu USD hàng năm cho EVA

Có 1,8 tỷ USD đã được chi trong năm 2005 gồm các phần:
- Phát triển những phần cứng mới: 70 triệu USD đã được chi cho những sự phát triển trọng tâm, ví dụ như phát triển hệ thống dẫn đường, hỗ trợ dữ liệu hay môi trường.
- Hoạt động của trạm vũ trụ: 800 triệu USD gồm có 125 triệu USD cho toàn bộ phần mềm, hệ thống hoạt động bên ngoài tàu, hậu cần và bảo dưỡng. 150 triệu USD bổ sung được chi dùng cho các chuyến bay, hệ thống điện tử hàng không và phi hành đoàn. 250 triệu USD được sử dụng cho việc quản lý toàn bộ ISS.
- Hoạt động phóng và sứ mệnh của tàu con thoi: Mặc dù chi phí phóng tàu con thoi không nằm trong ngân sách của ISS, nhưng các sứ mệnh và sứ mệnh hợp nhất của những tàu con thoi vẫn chiếm 300 triệu USD, hỗ trợ y học 25 triệu USD và sửa chữa địa điểm phóng tàu con thoi chiếm 125 triệu USD trong ngân sách của ISS.
- Chương trình hợp nhất hoạt động: 350 triệu USD đã được chi cho việc giữ gìn và duy trì các chuyến bay, nền phần cứng, phần mềm để bảo đảm sự toàn vẹn trong thiết kế và liên tục mở rộng của trạm ISS.
- Hàng hóa/phi hành đoàn trên ISS: 140 triệu USD được dành cho việc cung cấp hàng tiếp tế, hàng hóa, phi hành đoàn lên trạm bằng các chuyến bay trên tàu vũ trụ Progress và Soyuz.

#### Chi phí dành cho tàu con thoi như một phần trong chi phí của ISS

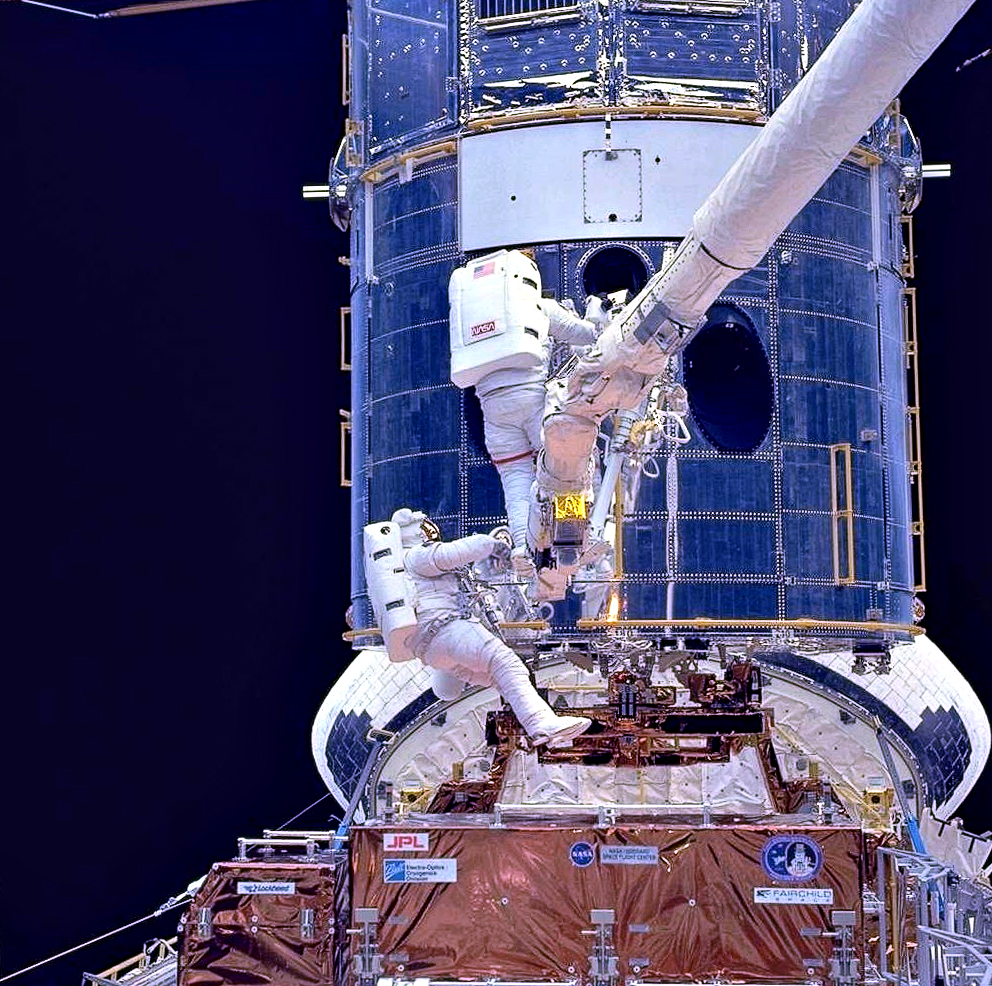
Chỉ có duy nhất các chuyến bay của tàu con thoi trong khoảng thời từ năm 2006 đến 2010 với sứ mệnh bảo dưỡng Kính viễn vọng Hubble là không liên quan đến ISS, sứ mệnh này sẽ diễn ra vào năm 2008

Chỉ có chi phí cho các sứ mệnh, sứ mệnh hợp nhất và chuẩn bị bệ phóng cho 33 chuyến bay của tàu con thoi phục vụ trong chương trình ISS là thuộc vào chi phí cho dự án của NASA. Những chi phí cơ bản của chương trình tàu con thoi, như đề cập ở trên, không phải là một phần được xem xét trong toàn bộ những chi phí bởi NASA cho chương trình ISS, vì chương trình tàu con thoi được coi là một chương trình độc lập đối với trạm ISS. Từ tháng 12 năm 1998 tàu con thoi, tuy nhiên, gần như chỉ sử dụng dành riêng cho các chuyến bay lên trạm ISS (kể từ chuyến bay đầu tiên lên ISS vào tháng 12 năm 1998, đến tháng 12 năm 2006, chỉ có 5 chuyến bay của tàu con thoi ngoài 25 chuyến bay khác là không dùng cho chương trình ISS, và chỉ có kế hoạch bảo dưỡng Kính viễn vọng Hubble dự kiến sẽ diễn ra vào năm 2009 (xem STS-125) là không liên quan đến ISS, trong khi có tới 14 kế hoạch phóng tàu dành cho ISS cho đến khi kết thúc chương trình tàu con thoi vào năm 2010).
Chi phí của chương trình tàu con thoi trong thời gian ISS hoạt động từ năm 1999 đến năm 2005 (không tính đến chuyến bay đầu tiên lên ISS vào tháng 12 năm 1998) đã có giá trị xấp xỉ khoảng 24 tỷ USD (năm 1999: 3.028,0 triệu USD, năm 2000: 3.011,2 triệu USD, năm 2001: 3.125,7 triệu USD, năm 2002: 3.278,8 triệu USD, năm 2003: 3.252,8 triệu USD, năm 2004: 3.945,0 triệu USD, năm 2005: 4.319,2 triệu USD). Trong những chi phí liên quan đến ISS, những chi phí của các chuyến bay không liên quan đến ISS cần phải trừ đi, con số này chiếm khoảng 20% trong tổng số hay gần 5 tỷ USD. Trong khoảng thời gian 2006-2011, NASA dự kiến sẽ chi khoảng 20,5 tỷ USD cho chương trình tàu con thoi (2006: 4.777,5 triệu USD, năm 2007: 4.056,7 triệu USD, năm 2008: 4.087,3 triệu USD, năm 2009: 3.794,8 triệu USD, năm 2010: 3.651,1 triệu USD, năm 2011: 146,7 triệu USD). Nếu sứ mệnh bảo dưỡng Hubble được loại trừ khỏi những chi phí đó, thì chi phí cho các chuyến bay của tàu con thoi liên quan đến ISS sẽ xấp xỉ khoảng 19 tỷ USD từ năm 2006 đến 2011. Tổng cộng, chi phí chương trình tàu con thoi liên quan đến ISS sẽ xấp xỉ khoảng 38 tỷ USD.

#### Tổng chi phí của NASA cho ISS
Giả sử NASA chi trung bình 2,5 tỷ USD từ năm 2011 đến 2016 và đến khi kết thúc việc chi tiền cho trạm ISS vào năm 2017 (khoảng 300-500 triệu USD) sau khi kết thúc dự án vào năm 2016, thì tổng chi phí dự án ISS của NASA kể từ khi công bố chương trình vào năm 1993 đến khi kết thúc là vào khoảng 53 tỷ USD (25,6 tỷ cho giai đoạn từ 1994-2005 và khoảng 27 đến 28 tỷ cho giai đoạn từ 2006-2017).
Ở đây cũng phải kể đến những chi phí đáng kể để thiết kế Trạm vũ trụ Tự do vào thập niên 1980 và đầu những năm 1990, trước khi chương trình ISS bắt đầu vào năm 1993. Những kế hoạch của Trạm vũ trụ Tự do được sử dụng lại cho Trạm vũ trụ Quốc tế.
Tính tổng cộng, mặc dù chi phí hiện nay của NASA cho trạm ISS được công bố trên các phương tiện truyền thông là khoảng 50 tỷ USD, nhưng nếu còn tính cả chi phí cho chương trình tàu con thoi và thiết kế trạm vũ trụ Tự do thì tổng chi phí mà một mình NASA phải chi ra là trên 100 tỷ USD.

### ESA - Cơ quan Vũ trụ châu Âu
ESA tính toán rằng đóng góp của họ trong 30 năm tồn tại của dự án sẽ là 8 tỷ €. Chi phí cho Phòng thí nghiệm Columbus tổng cộng sẽ hơn 1 tỷ € (euro), chi phí phát triển cho ATV (tàu vận tải tự hành) là hơn 100 triệu € và khi dùng tên lửa Ariane 5 phóng lên không gian thì chi phí sẽ hết khoảng 150 triệu € mỗi lần phóng, mỗi tàu ATV phóng lên sẽ phải chi thêm một khoản ngân sách nữa. Ngoài ra ESA đã xây dựng một trạm điều khiển mặt đất ở miền Nam nước Đức để điều khiển Phòng thí nghiệm Columbus.

### JAXA - Cơ quan Thám hiểm Không gian Nhật Bản
Việc phát triển Phòng thí nghiệm Kibo chính là sự đóng góp chính của JAXA cho sự án ISS, nó có giá trị khoảng 350 tỷ Yên (khoảng 2.8 tỷ USD) Vào năm 2005, JAXA đã chi khoảng 40 tỷ Yên (khoảng 350 triệu USD) cho chương trình ISS. Những chi phí vận hành hàng năm của Kibo tổng cộng khoảng từ 350 đến 400 triệu USD. Ngoài ra JAXA đã cam kết tự mình phát triển và phóng tàu vận tải-HTV, do đó tổng chi phí là gần 1 tỷ USD. Như vậy trong vòng 24 năm tồn tại của chương trình ISS, JAXA sẽ đóng góp trên 10 tỷ USD cho chương trình này.

### Roskosmos - Cơ quan Vũ trụ Liên bang Nga
Một phần đáng kể ngân sách của Cơ quan Vũ trụ Nga được sử dụng cho ISS. Từ năm 1998 đã có trên 24 chuyến bay của các tàu vũ trụ Soyuz và Progress, chủ yếu được sử dụng để chuyên chở phi hành đoàn, và vận chuyển hàng hóa từ năm 2003. Một câu hỏi được đặt ra là Nga đã chi bao nhiêu cho trạm quốc tế (tính ra USD), tuy nhiên không dễ dàng đối với câu trả lời. Hai mô-đun hiện thời trong quỹ đạo đều bắt nguồn từ chương trình Mir và bởi vậy những chi phí cho phát triển là thấp hơn nhiều so với những mô-đun khác. Ngoài ra, tỷ giá hối đoái giữa đồng rúp và USD không tương xứng, và nó không đủ chính xác để đưa ra một sự so sánh thực sự cho những chi phí mà Nga đã thực sự chi trả.

### CSA - Cơ quan Không gian Canada
Đóng góp chính của Canada cho trạm ISS là Canadarm2 (hệ thống bảo dưỡng lưu động), trong khoảng thời gian 20 năm qua, Canada đã đóng góp gần 1,4 tỷ đô la Canada cho kinh phí của trạm ISS.

## ISS nhìn từ Trái Đất
Có thể quan sát Trạm vũ trụ Quốc tế từ mặt đất bằng mắt thường bởi vì trạm có kích thước lớn và trạm có các tấm pin mặt trời có khả năng phản chiếu ánh sáng mạnh. ISS là vật thể sáng thứ 3 có thể quan sát được trên bầu trời. Một khi trạm trong quỹ đạo Trái Đất, thì còn cần cả góc Mặt Trời và vị trí người quan sát cũng trùng khớp thì mới có thể nhìn thấy trạm, nó chỉ rõ ràng trong một thời gian ngắn.
NASA cung cấp dữ liệu để có thể nhìn thấy trạm ISS từ mặt đất thông qua trang web Sightings Lưu trữ ngày 9 tháng 8 năm 2007 tại Wayback Machine, và tại trang web của Cơ quan Vũ trụ châu Âu.

## Những chuyện ngoài lề

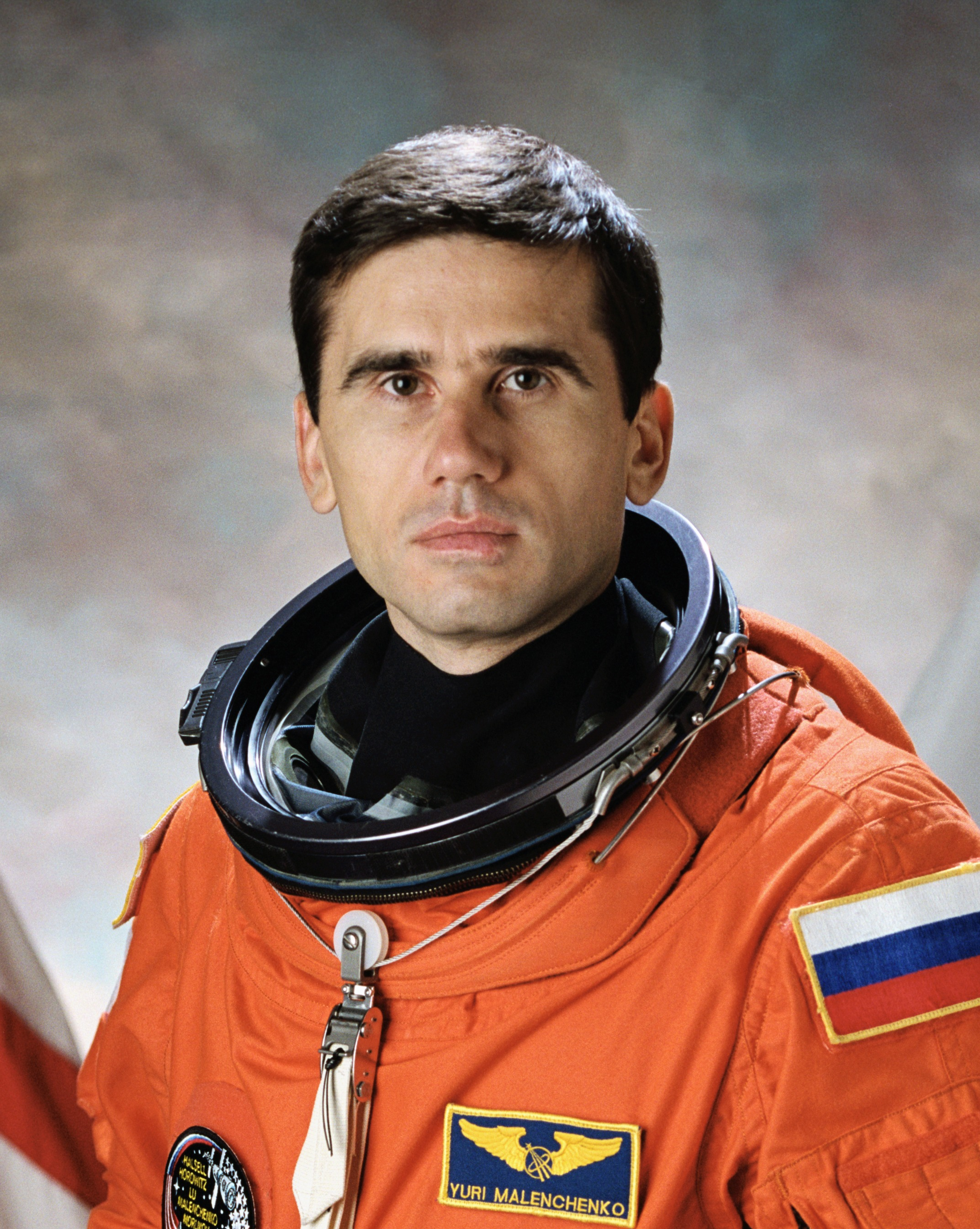
Yuri Malenchenko là người đầu tiên thực hiện hôn lễ trong không gian

### Đám cưới và du lịch trong vũ trụ
Tính đến năm 2007, đã có 5 khách du lịch đến thăm trạm ISS. Để lên tới đây bằng tàu vũ trụ của Nga, mỗi người phải trả từ 20 đến 25 triệu USD.
Trên ISS cũng đã tổ chức hôn lễ cho nhà du hành vũ trụ Yuri Ivanovich Malenchenko với Ekaterina Dmitrieva trong khi cô dâu đang ở tại bang Texas, Hoa Kỳ. Hôn lễ diễn ra vào ngày 10 tháng 8 năm 2003, giờ Texas.
Đánh golf vòng quanh thế giới là một sự kiện đặc biệt diễn ra trên trạm, trong một chuyến đi bộ không gian, một quả bóng golf đặc biệt, trang bị một thiết bị theo dõi, đã được đánh đi từ trạm và nhắm vào quỹ đạo thấp của trạm, chi phí do một công ty chuyên trang bị dụng cụ golf của Canada chi trả cho Cơ quan Hàng không Liên bang Nga để họ thực hiện công việc này. Nhiệm vụ này ban đầu dự định thực hiện trong chuyến bay Expedition 13, nhưng đã bị hoãn lại, rồi được thực hiện trên Expedition 14.
| Du khách không gian     | Quốc tịch             | Năm  | Thời gian du hành       | Chuyến bay                                    |
| ----------------------- | --------------------- | ---- | ----------------------- | --------------------------------------------- |
| Dennis Tito             | Hoa Kỳ                | 2001 | 9 ngày (28/4 – 6/5)     | Khởi hành: Soyuz TM-32 Quay về: Soyuz TM-31   |
| Mark Shuttleworth       | Nam Phi               | 2002 | 11 ngày (25/4 – 5/5)    | Khởi hành: Soyuz TM-34 Quay về: Soyuz TM-33   |
| Gregory Olsen           | Hoa Kỳ                | 2005 | 11 ngày (1/10 – 11/10)  | Khởi hành: Soyuz TMA-7 Quay về: Soyuz TMA-6   |
| Anousheh Ansari         | Iran / Hoa Kỳ         | 2006 | 12 ngày (18/9 – 29/9)   | Khởi hành: Soyuz TMA-9 Quay về: Soyuz TMA-8   |
| Charles Simonyi         | Hungary / Hoa Kỳ      | 2007 | 15 ngày (7/4 – 21/4)    | Khởi hành: Soyuz TMA-10 Quay về: Soyuz TMA-9  |
| Charles Simonyi         | Hungary / Hoa Kỳ      | 2009 | 14 ngày (26/3 – 8/4)    | Khởi hành: Soyuz TMA-14 Quay về: Soyuz TMA-13 |
| Sheikh Muszaphar Shukor | Malaysia              | 2007 | 11 ngày (10/10 – 21/10) | Khởi hành: Soyuz TMA-11 Quay về: Soyuz TMA-10 |
| Richard Garriott        | Hoa Kỳ / Anh          | 2008 | 12 ngày (12/10 – 23/10) | Khởi hành: Soyuz TMA-13 Quay về: Soyuz TMA-12 |
| Guy Laliberté           | Người Canada gốc Pháp | 2009 | 12 ngày (30/9 – 11/10)  | Khởi hành: Soyuz TMA-16 Quay về: Soyuz TMA-14 |

### Vi trọng lực
Trên độ cao của trạm ISS, trọng lực của Trái Đất đã giảm mất 88% so với ở trên mặt đất. Trạng thái mất trọng lượng xảy ra do trạm rơi vào hiện tượng rơi tự do, nó tuân theo nguyên lý tương đương, ở đây trọng lượng đã biến mất. Tuy nhiên, vì (1) còn có lực kéo từ khí quyển, (2) dao động gia tốc do hệ thống máy móc và phi hành đoàn trên ISS, (3) sự hiệu chỉnh quỹ đạo trên trạm ISS do con quay hồi chuyền hoặc lực đẩy, và (4) sự tình trạng chia cắt không gian từ khối tâm của ISS, môi trường trên trạm thường được mô tả là môi trường vi trọng lực, với mức trọng lực từ 2 đến 1000 phần 1 triệu của g (giá trị sẽ thay đổi nếu tần số nhiễu loạn thay đổi; giá trị thấp xảy ra ở tần số dưới 0,1 Hz, giá trị lớn xảy ra ở tần số 100 Hz hoặc hơn).

### Những bài khác
- Trạm vũ trụ
- Tàu vũ trụ Soyuz
- Tàu vận tải Tiến bộ
- Mir
- Salyut
- Skylab
- X-38
- Transhab
- Kliper
- Thang máy không gian Lunar
- Thiết bị mô phỏng bay chuyến bay không gian
- Chinh phục vũ trụ